# Goéland argenté
Vous lisez un « article de qualité » labellisé en 2010.
Larus argentatus
Espèce
Statut de conservation UICN

 LC  : Préoccupation mineure
Le Goéland argenté (Larus argentatus) est une espèce d'oiseaux de mer européens de taille moyenne de la famille des Laridae. Blanc à dos gris, il est génétiquement proche des autres goélands à tête blanche du genre Larus. Mâle et femelle sont presque identiques, mais le juvénile possède un plumage très différent et met quatre ans à acquérir son plumage d'adulte.
La taxonomie du goéland argenté, très complexe, a subi depuis la fin du XXe siècle des modifications importantes qui sont encore en discussion. Notamment, le goéland hudsonien vivant en Amérique du Nord, et le goéland de la Véga, asiatique, ont été séparés du goéland argenté européen, ou goéland argenté sensu stricto, depuis le début du XXIe siècle.
Bon voilier et bon marcheur, le goéland est un omnivore opportuniste à tendance carnivore, qui n'hésite pas à devenir charognard, ou à pratiquer le cleptoparasitisme, voire le cannibalisme. Oiseau sociable, il niche en colonie et produit chaque année deux ou trois oisillons qui, s'ils parviennent à l'âge adulte, auront une probabilité de survie particulièrement élevée.
Les populations de goélands argentés ont connu une forte augmentation tout au long du XXe siècle. Cela a eu pour conséquence des heurts avec l'espèce humaine au niveau local, ou un impact négatif sur l'environnement, suscitant des opérations de régulation à l'échelle locale ou régionale. En dépit d'une stabilisation des effectifs au cours des dernières décennies, voire de déclins dans certaines régions, le goéland argenté reste un oiseau de mer très commun sur les côtes de France et de la plupart des pays de l'Europe de l'Ouest.

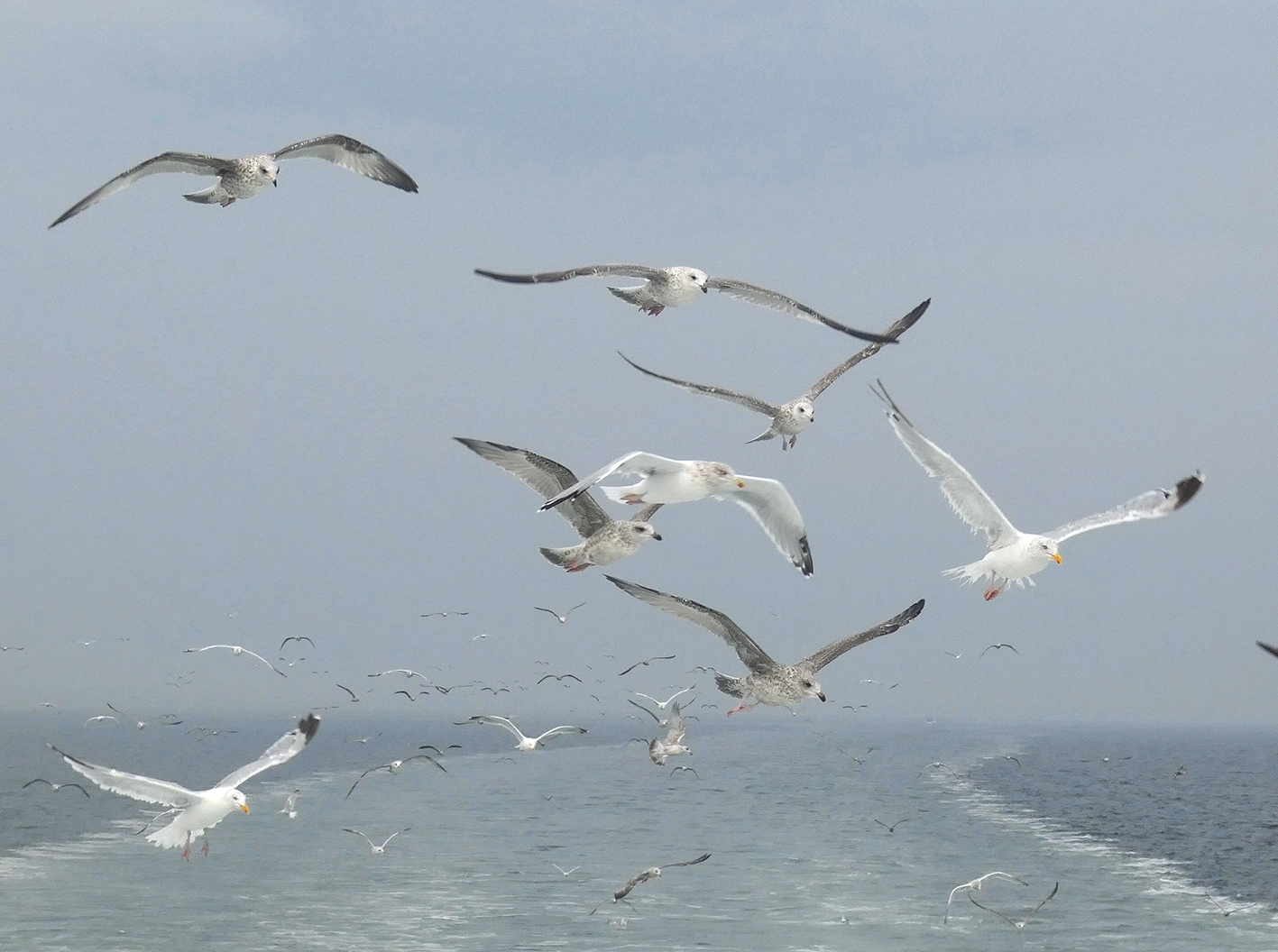
Adultes et jeunes suivent un bateau de pêche.

## Description morphologique

### Aspect de l'adulte
Cet oiseau essentiellement blanc et gris a un corps assez puissant, et relativement court par rapport à la longueur de ses ailes. Tout comme de nombreux genres d'oiseaux de mer, aptes à planer aussi bien au ras de l'eau qu'en altitude, il a une envergure importante et des ailes étroites. Les pattes courtes, le bec comprimé latéralement, avec l'arête de la mandibule supérieure courbe, dénotent un oiseau de la famille des Laridés. La corpulence, la longueur égale des plumes de la queue (rectrices), le bec fort et légèrement crochu au bout ainsi que le motif des couleurs sur les rémiges primaires sont caractéristiques du genre Larus. La couleur gris moyen du dos, la couleur blanc pur de la tête, du cou, de la gorge et de la face inférieure, l'arête de la mandibule inférieure faisant un angle marqué, ainsi que les marques noires et blanches à l'extrémité de chaque aile, constituent des éléments caractéristiques de l'espèce. Le bec est jaune et présente une tache rouge sur la mandibule inférieure. La couleur des pattes palmées est rose chair. L'iris de l'œil est jaune pâle.

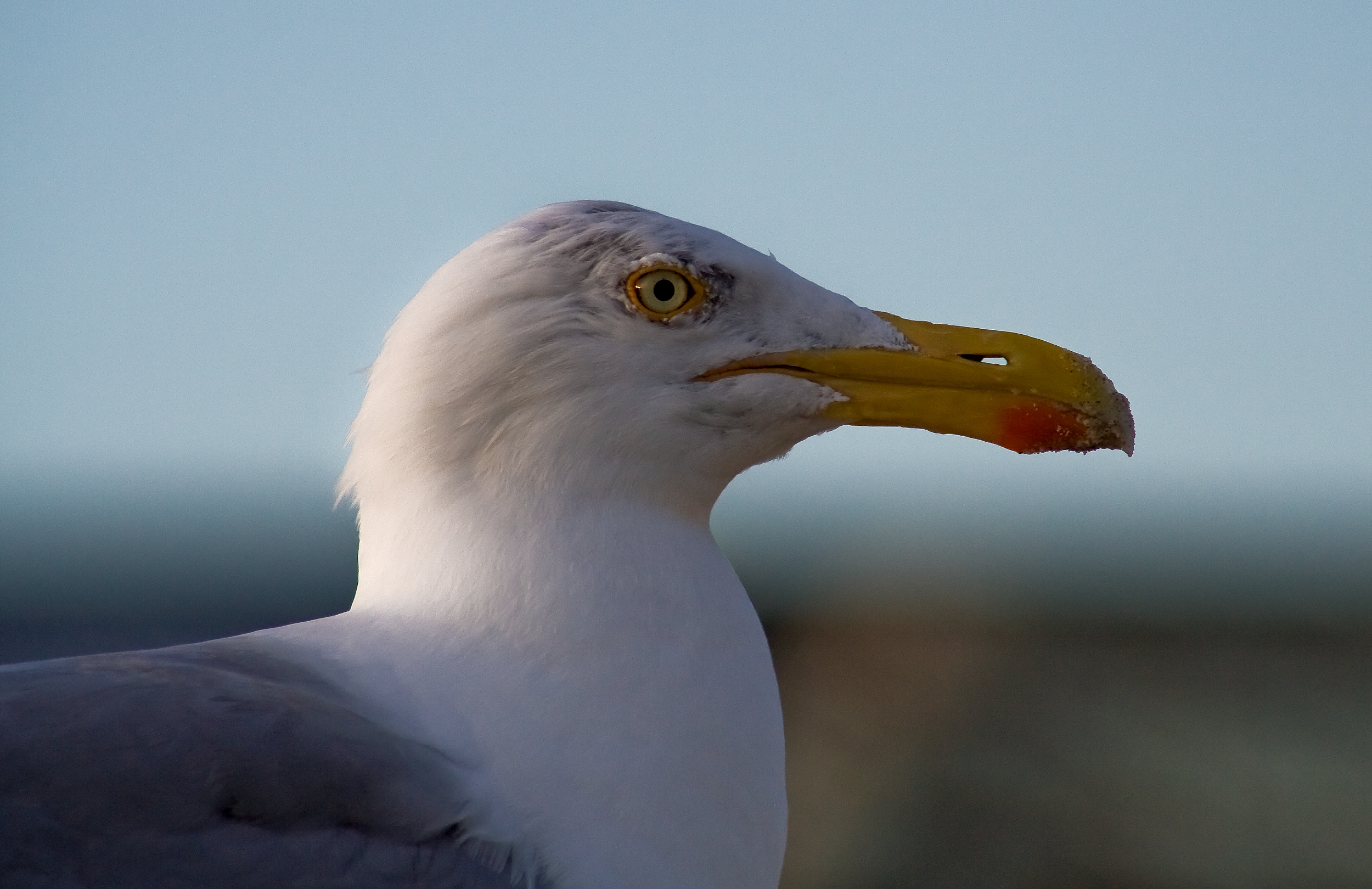
Détail de la tête : On note les narines sans cloison nasale, le gonys (arête de la mandibule inférieure) à angle marqué, ainsi que le cercle de peau orangée autour des yeux.
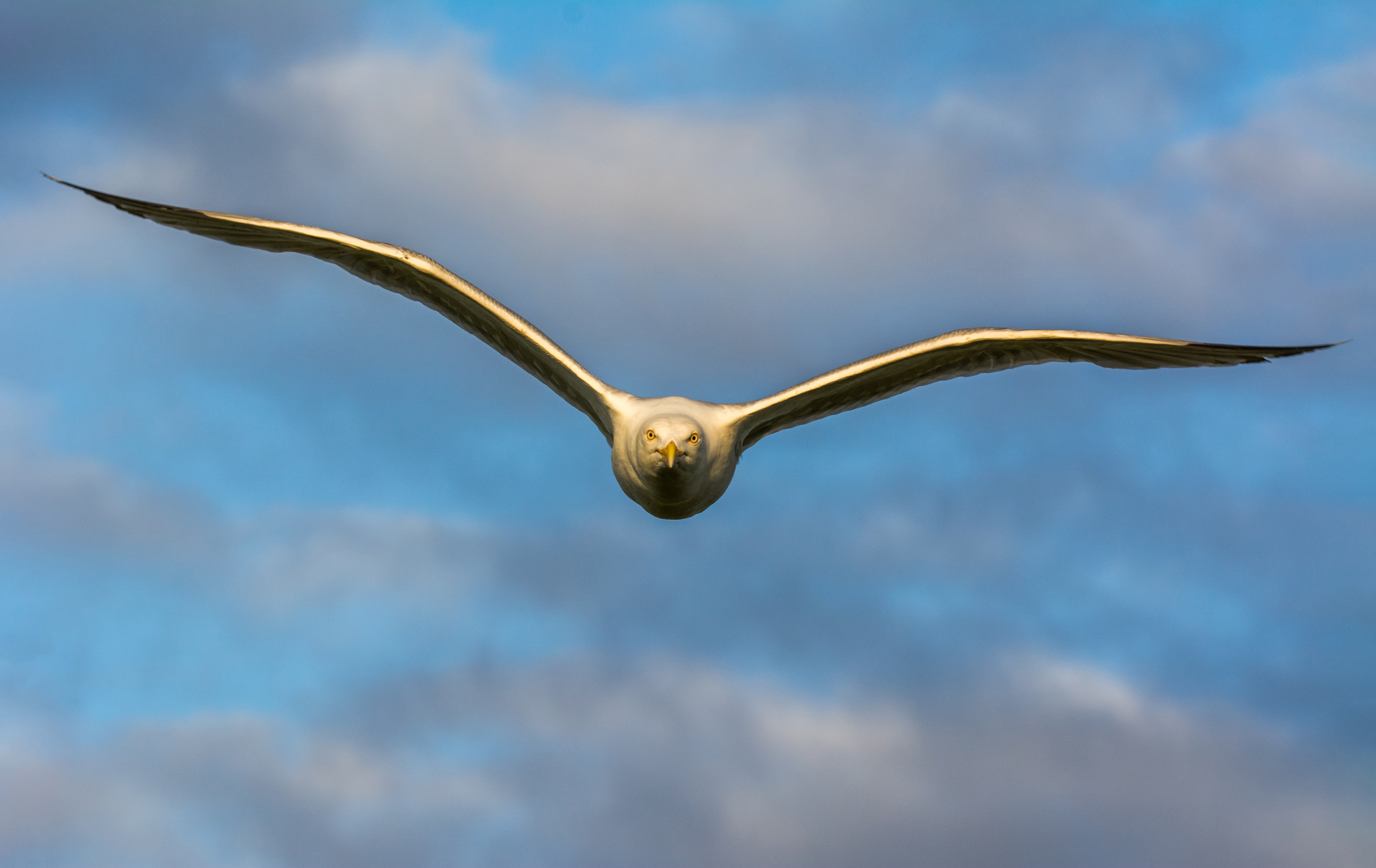
Un goéland argenté en vol vers Spiekeroog, dans les îles de la Frise-Orientale. Juin 2018.
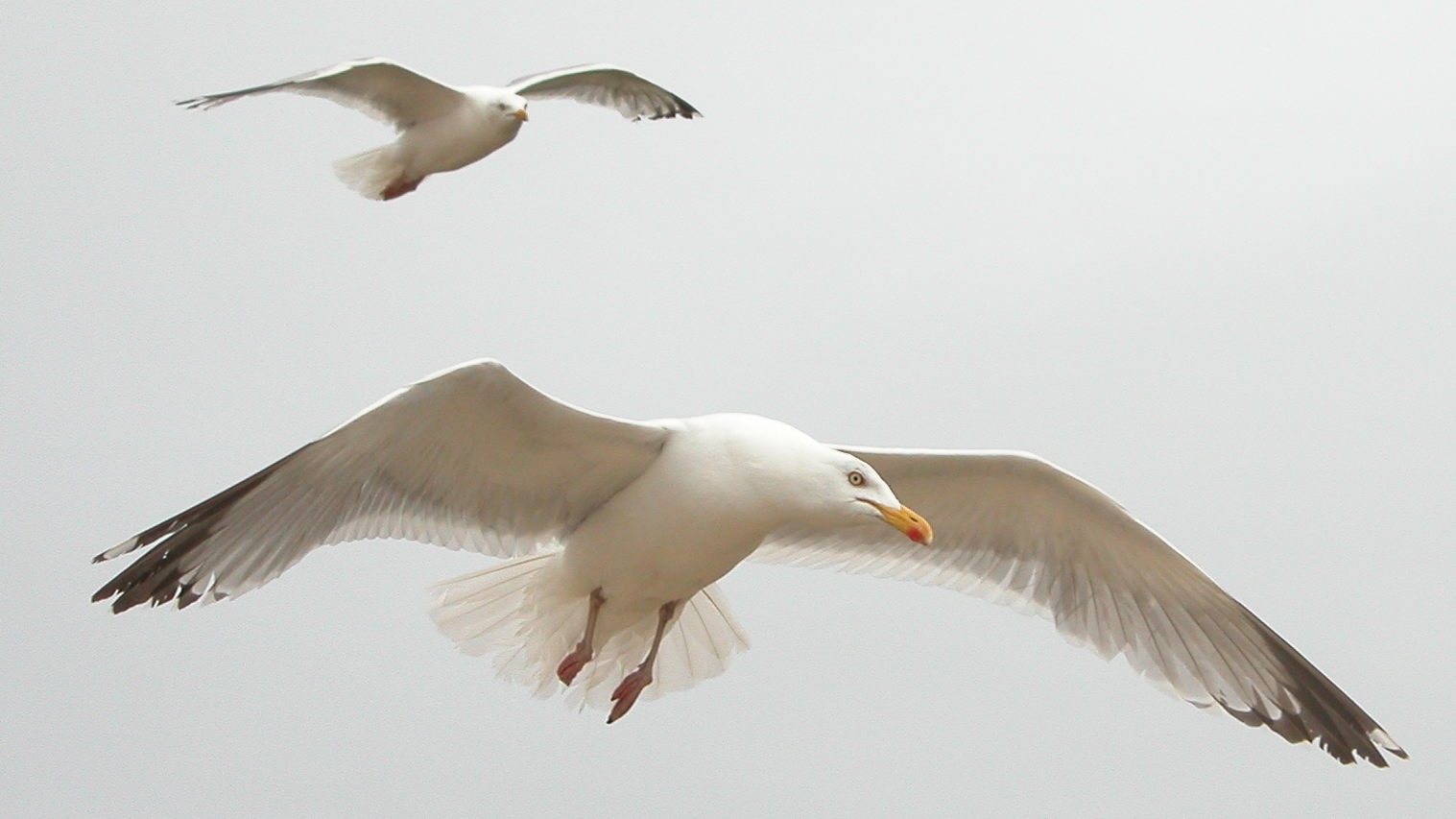
Goéland argenté en vol quasi stationnaire.
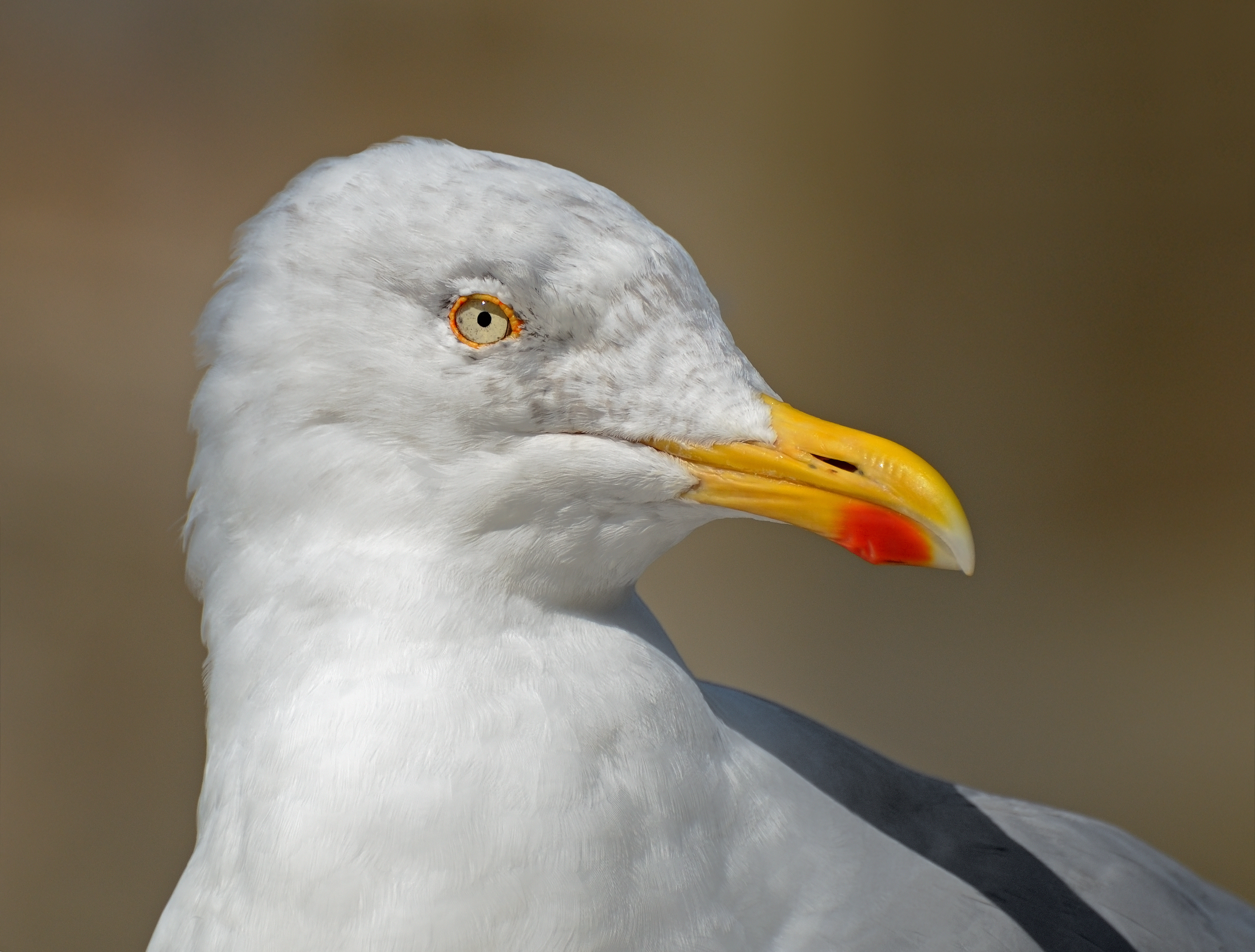
Tête d'un goéland argenté. Septembre 2011.

Le ton de gris du dos et l'importance des marques blanches et noires à la pointe des ailes, c'est-à-dire à l'extrémité des rémiges primaires sont variables selon les sous-espèces.
Le plumage éclipse se met en place par une mue complète se déroulant entre mai et octobre. Il se caractérise par des stries longitudinales brun-gris sur la tête et la nuque. Cette modification du plumage est accompagnée d'une très légère modification de la couleur du bec et des pattes, qui deviennent un peu plus ternes. Ces stries disparaissent après une mue partielle qui se déroule entre janvier et avril, pour faire de nouveau place au plumage nuptial ; le bec et les pattes reprennent alors des couleurs plus vives.
Il n'y a pas de différence de plumage entre mâles et femelles, mais ces dernières sont généralement de dimensions plus réduites,. Le goéland argenté mesure entre 55 et 67 cm de longueur pour une envergure de 130 à 160 cm, et pour un poids variant de 750 à 1 250 g,. L'aile pliée mesure entre 410 et 450 mm chez le mâle, et entre 390 et 425 mm chez la femelle. La longueur de la queue varie de 160 à 180 mm, celle du bec de 47 à 60 mm et celle du tarse entre 63 et 68 mm.

### Du plumage juvénile au plumage adulte

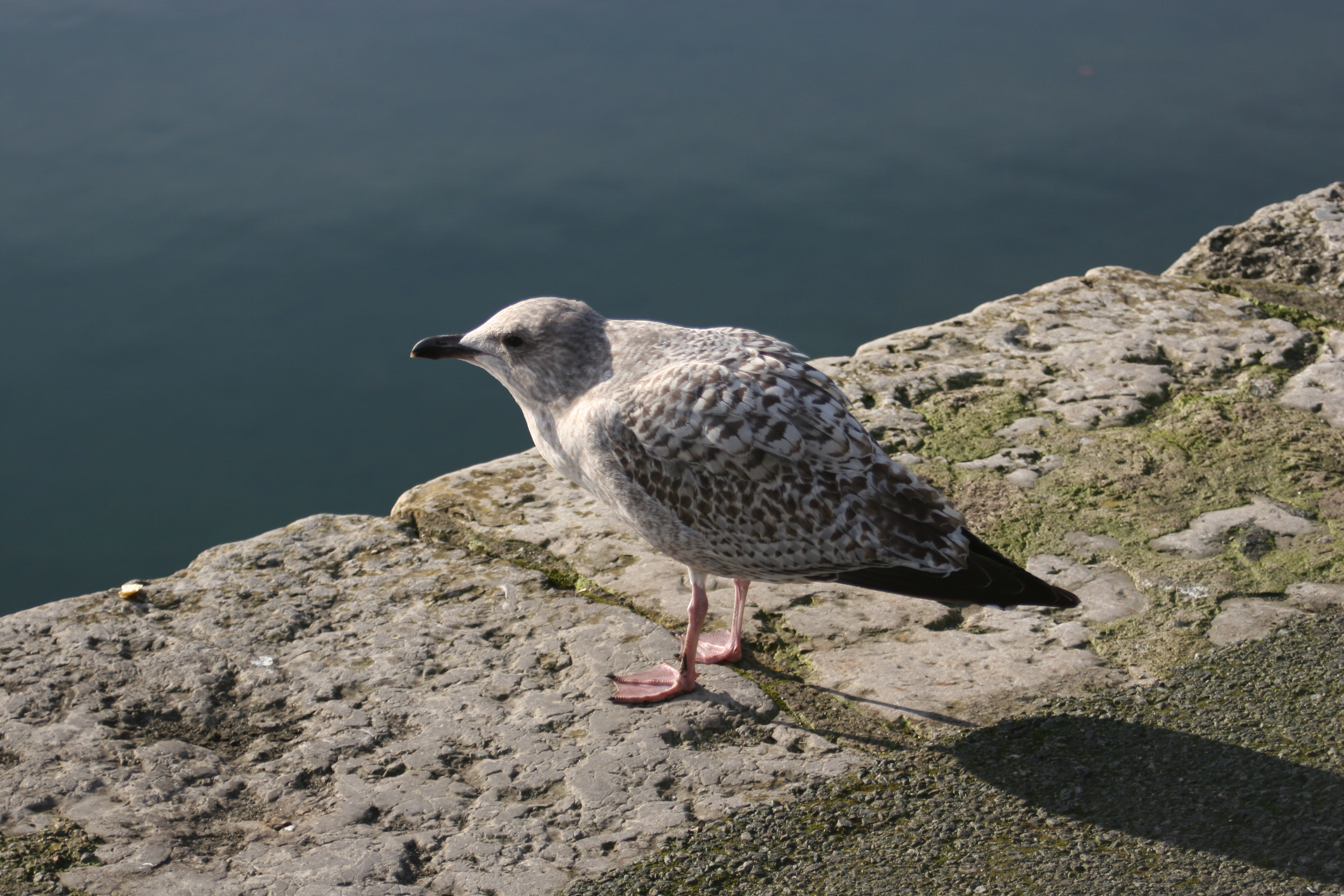
Juvénile, 1er hiver
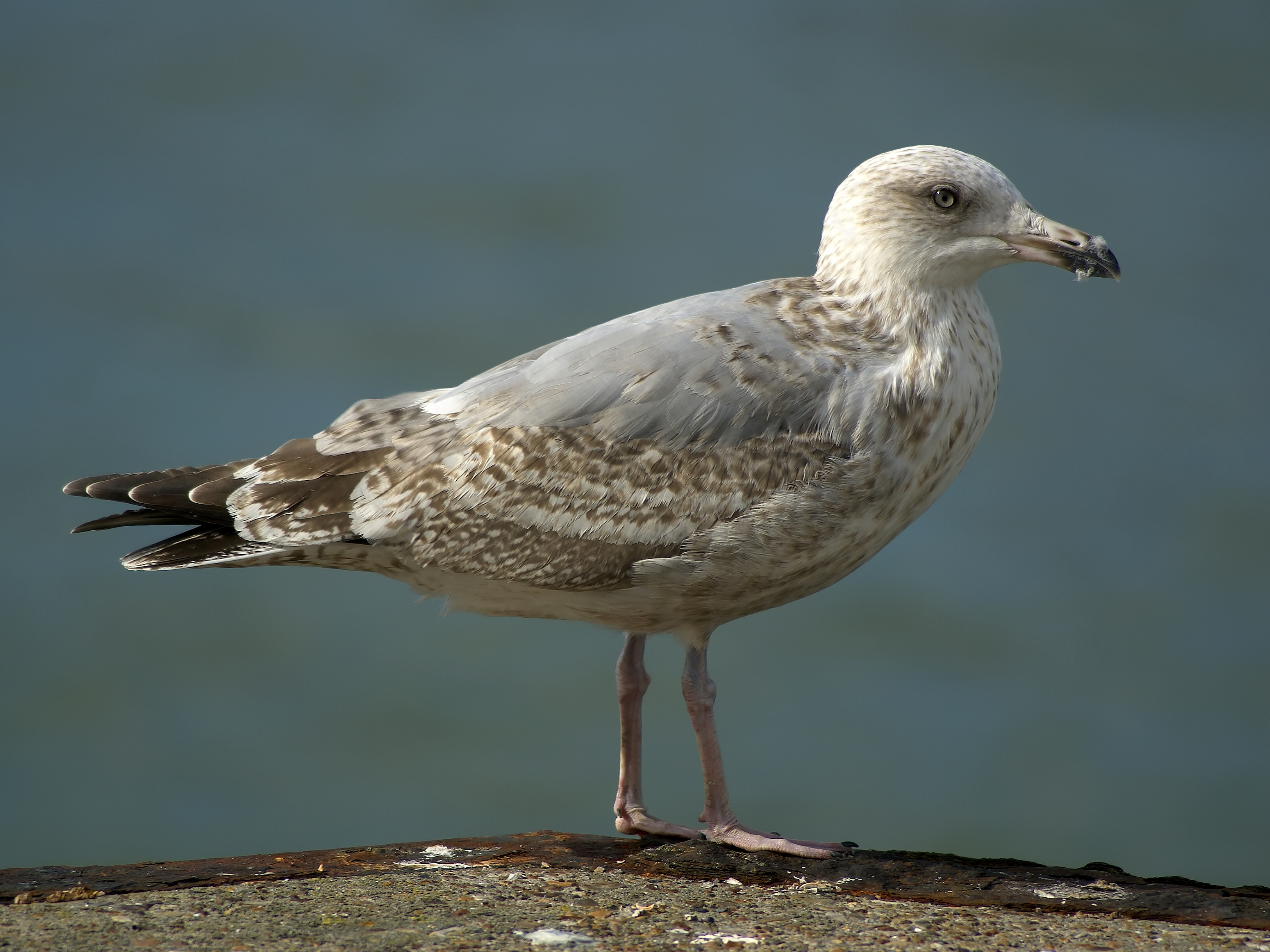
Juvénile, 2e hiver
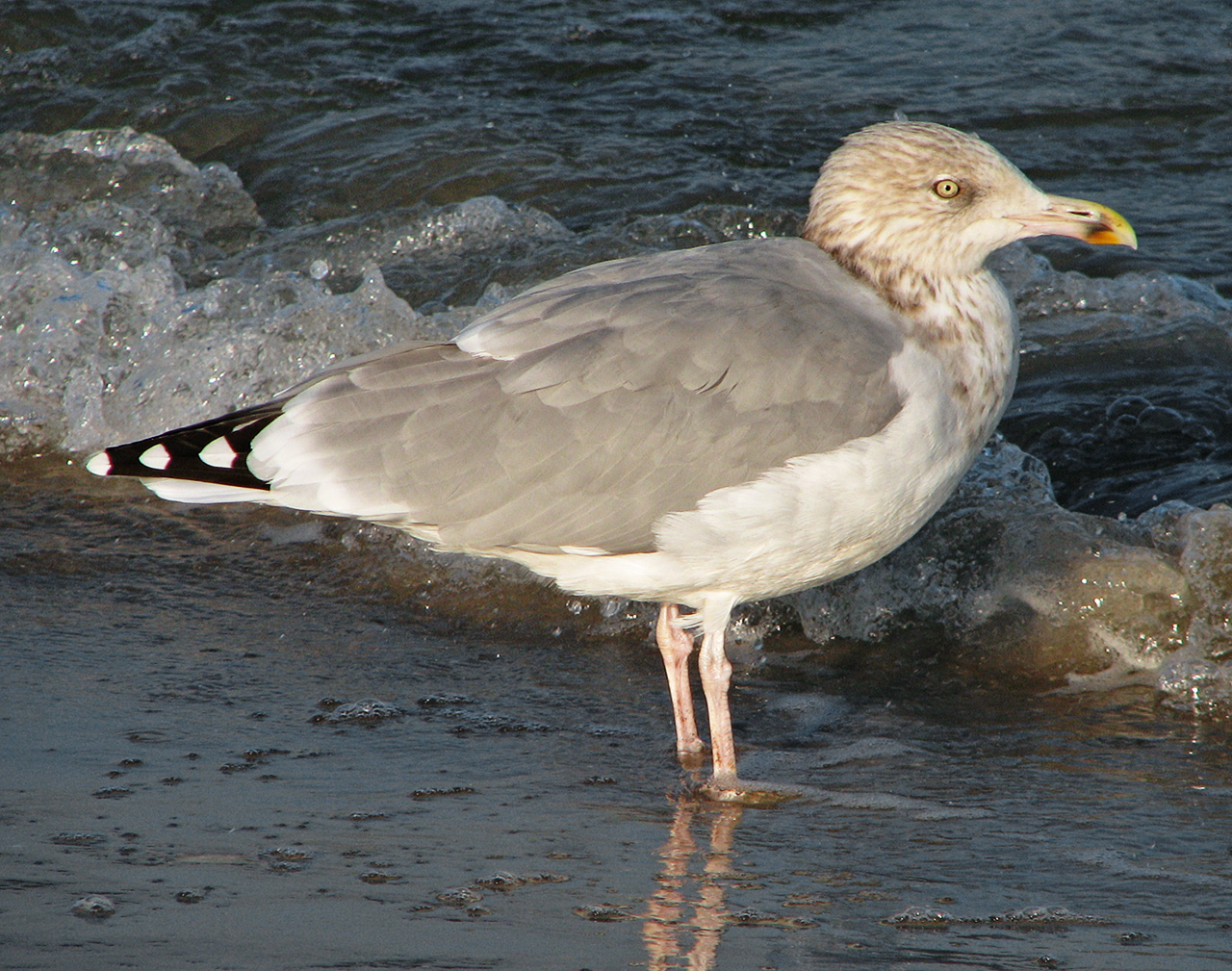
Juvénile, 3e hiver
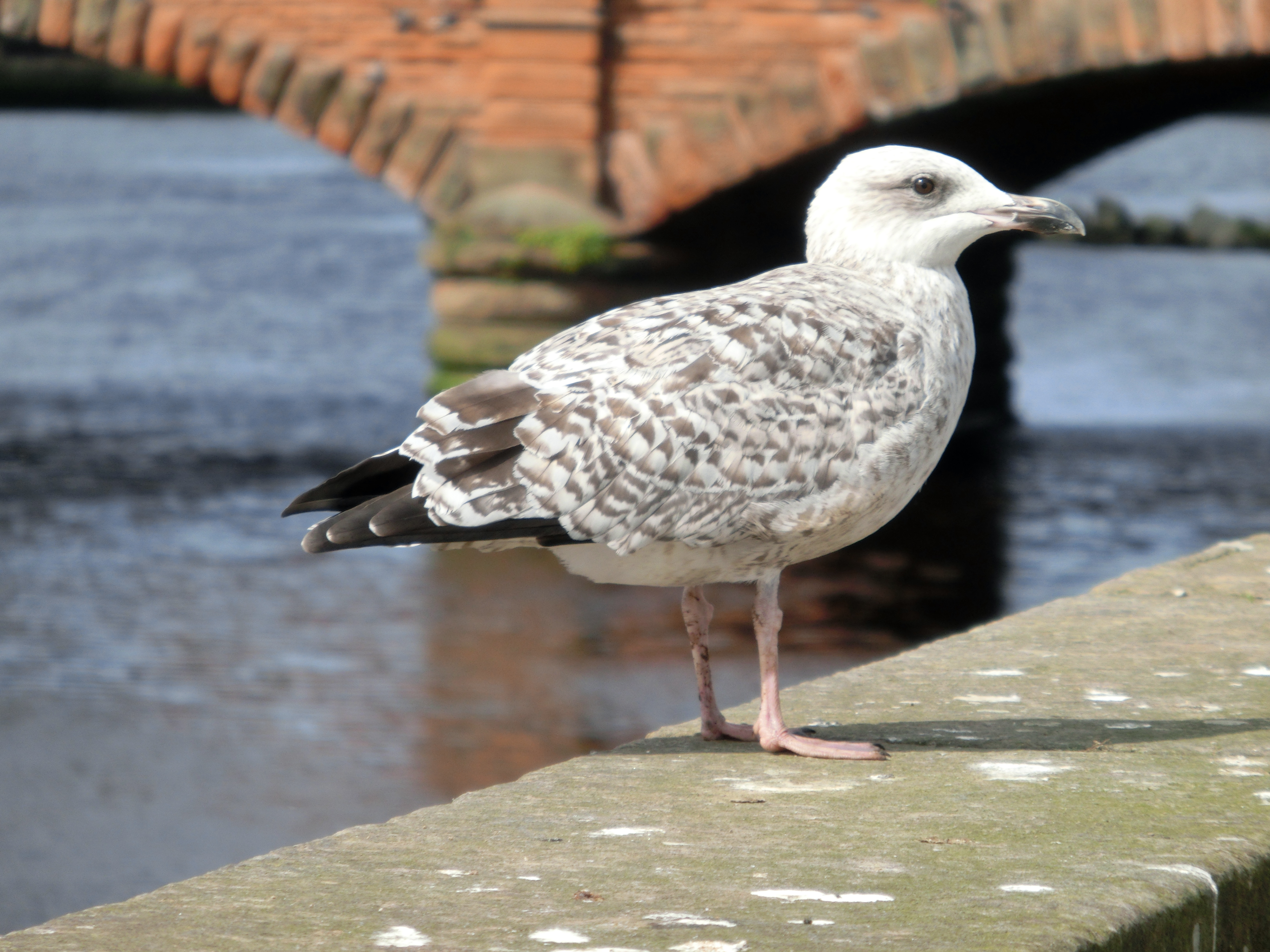
Juvénile, 1er été

Il faut plus de quatre ans au goéland argenté pour acquérir son plumage adulte. Il doit pour cela passer par plusieurs plumages et plusieurs mues :
Le plumage juvénile remplace le duvet de l'oisillon et se met en place avant même le premier envol. Ce plumage est couvert de taches et mouchetures ressemblant à des écailles brunes, particulièrement au niveau de la tête, du cou et de la poitrine, ce qui confère à l'oiseau un aspect nettement plus sombre et brun que celui de l'adulte. Le bec est noir et l'iris de l'œil brun foncé. Ces premières plumes sont de qualité médiocre, l'essentiel de la dépense énergétique étant destiné à la croissance du jeune goéland. Elles sont par conséquent particulièrement sensibles à l'usure et à la dégradation par les ultraviolets, et ont tendance à pâlir et ternir au cours du temps. À partir de ce stade, les jeunes, sont appelés « grisards », plumage commun à quelques nuances près, aux différentes espèces de goélands à tête blanche, ce qui les rend souvent difficiles à distinguer.
Au cours du premier hiver, les plumes du manteau subissent une première mue, mais le plumage reste marqué de brun. Quelques plumes plus pâles commencent à apparaître sur la tête, le cou et la poitrine, le plumage étant ainsi plus sombre en automne qu'en fin d'hiver. La base du bec commence à rosir.
Lors du deuxième hiver, les rémiges primaires muent pour la première fois. Ce phénomène achève la première mue complète du plumage, débutée au cours de l'été. La tête, le cou et la poitrine, bien que plus clairs, peuvent chez certains individus encore être fortement striés de brun. Plusieurs plumes du manteau sont teintées du gris du plumage adulte, en nombre variable selon les individus de cet âge. Le bec est beaucoup plus rose désormais, mais son extrémité est encore tachée de noir. L'iris commence parfois à s'éclaircir et à prendre la couleur jaune.
Le plumage de troisième hiver subit une nouvelle mue complète : les rémiges primaires acquièrent des marques blanches, et la majorité des plumes du manteau et les couvertures alaires deviennent grises. Les rectrices sont partiellement blanches, terminées d'une bande de couleur brun-noir. La tête, le cou et la poitrine sont désormais presque blancs mais restent plus ou moins striés de traits bruns. L'iris est devenu jaune, parfois encore ponctué de sombre. Des taches noires persistent sur le bec, qui commence à jaunir.
Au cours du quatrième hiver, une nouvelle mue complète fait apparaître un plumage quasiment identique à celui d'un adulte. Le dos est alors gris, la tête, le cou et la poitrine sont blancs, le bec jaune et une tache dans un premier temps orangée apparaît près de l'extrémité de la mandibule inférieure. Un bec terne ou marqué de quelques taches noires, ou encore quelques stries brunes persistant même en été sur la tête ou le cou trahissent souvent la jeunesse d'un adulte.

### Espèces similaires
Le goéland argenté fait partie d'un complexe d'espèces récemment considérées comme distinctes sur la base d'études de génétique moléculaire, mais dont l'apparence est très semblable à celle du goéland argenté sensu stricto. Les critères d'identification dans la nature portent généralement sur la couleur des pattes (roses ou jaunes selon les cas) et la teinte du manteau ; par ailleurs, les aires de répartition sont généralement bien distinctes. Le goéland de la Véga, qui vit en Sibérie, a un manteau un peu plus sombre. En hiver, la tête est davantage tachée de brun, notamment la nuque et les côtés du cou, où les taches forment une sorte de collier. Les pattes sont d'un rose plus intense et les yeux, entourés d'un cercle de peau plus rouge, peuvent être de couleur variable ; on note par exemple un nombre important d'yeux sombres. Le goéland hudsonien, qui vit en Amérique du Nord, est un peu plus grand que la sous-espèce L. a. argenteus, et moins sombre que L. a. argentatus. Il a de plus une tache allongée grise sur les 6e, 7e et 8e rémiges primaires, ainsi que des marques noires sans point blanc sur les 5e et 6e.
De toutes ces espèces extrêmement proches, le goéland leucophée, dont l'aire de répartition est en cours d'extension vers le nord jusqu'au sud des îles Britanniques, est le plus susceptible d'être confondu, en Europe, avec le goéland argenté. Il ne se distingue de ce dernier que par ses pattes jaunes plutôt que roses et par un dos d'un gris un peu plus soutenu.
Dans le groupe des goélands à tête blanche, et de taille voisine, les goélands bourgmestre et arctique peuvent aussi être confondus avec le goéland argenté ; ils ne possèdent toutefois pas de marques noires au bout des ailes. Le juvénile du goéland brun est presque identique à celui du goéland argenté, mais ce dernier présente en vol une zone plus pâle sur l'aile, absente chez le jeune goéland brun. De parenté moins proche, mais appartenant au même genre, le goéland cendré peut lui aussi être confondu avec le goéland argenté, mais il a les yeux noirs et non jaunes, les pattes jaune-verdâtre et non roses, il est plus petit et son bec ne porte pas de tache rouge visible.

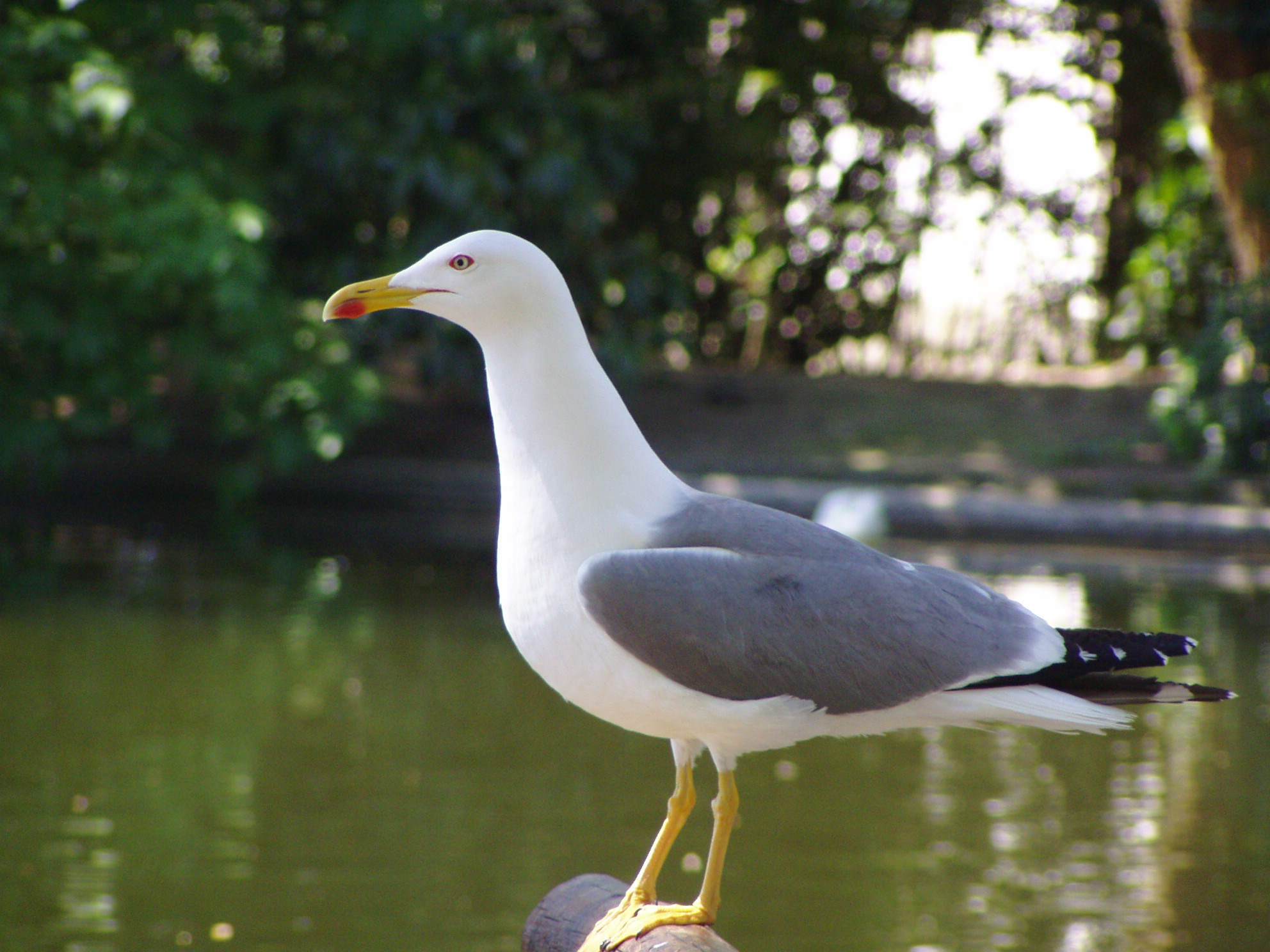
Goéland leucophée
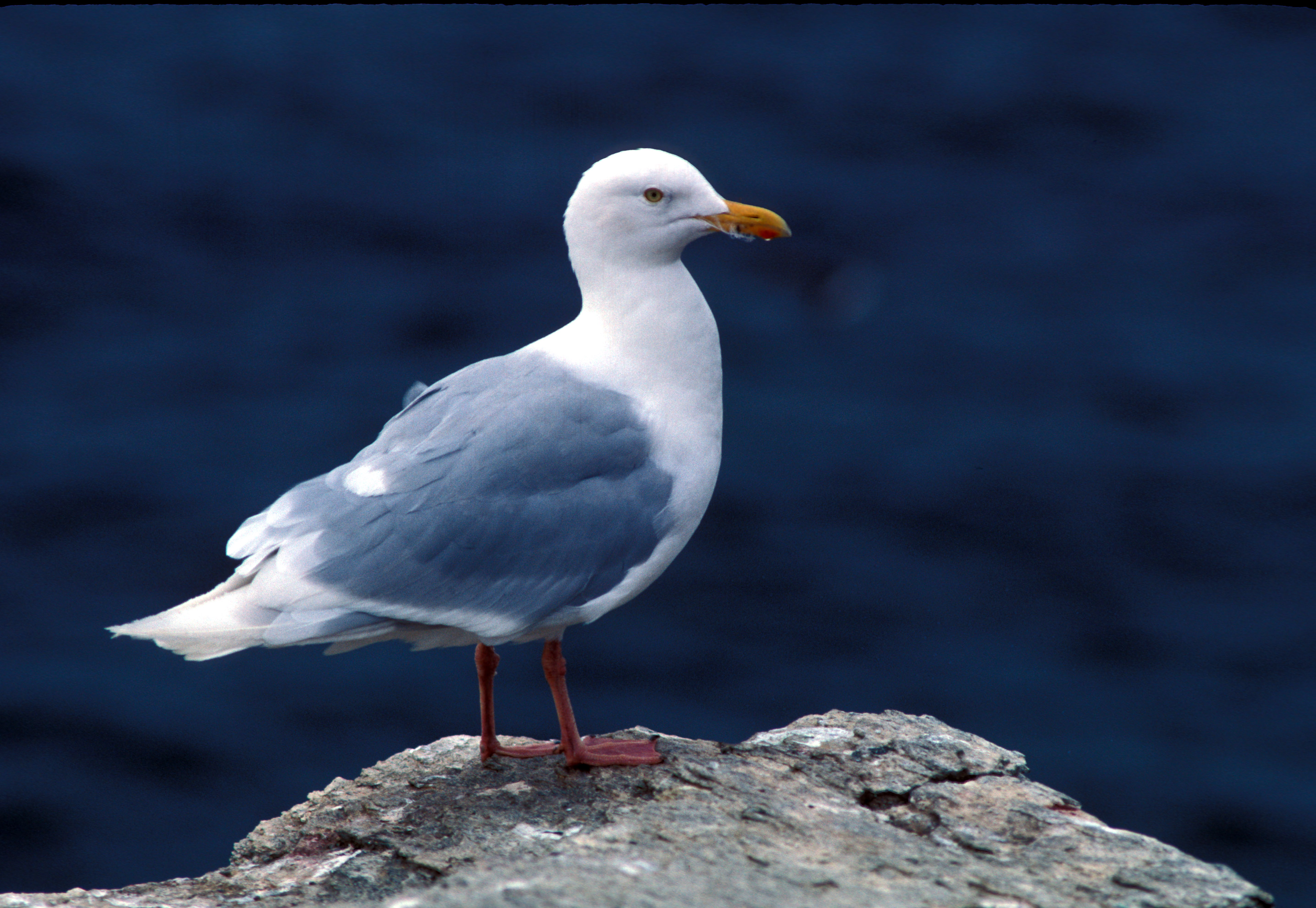
Goéland bourgmestre
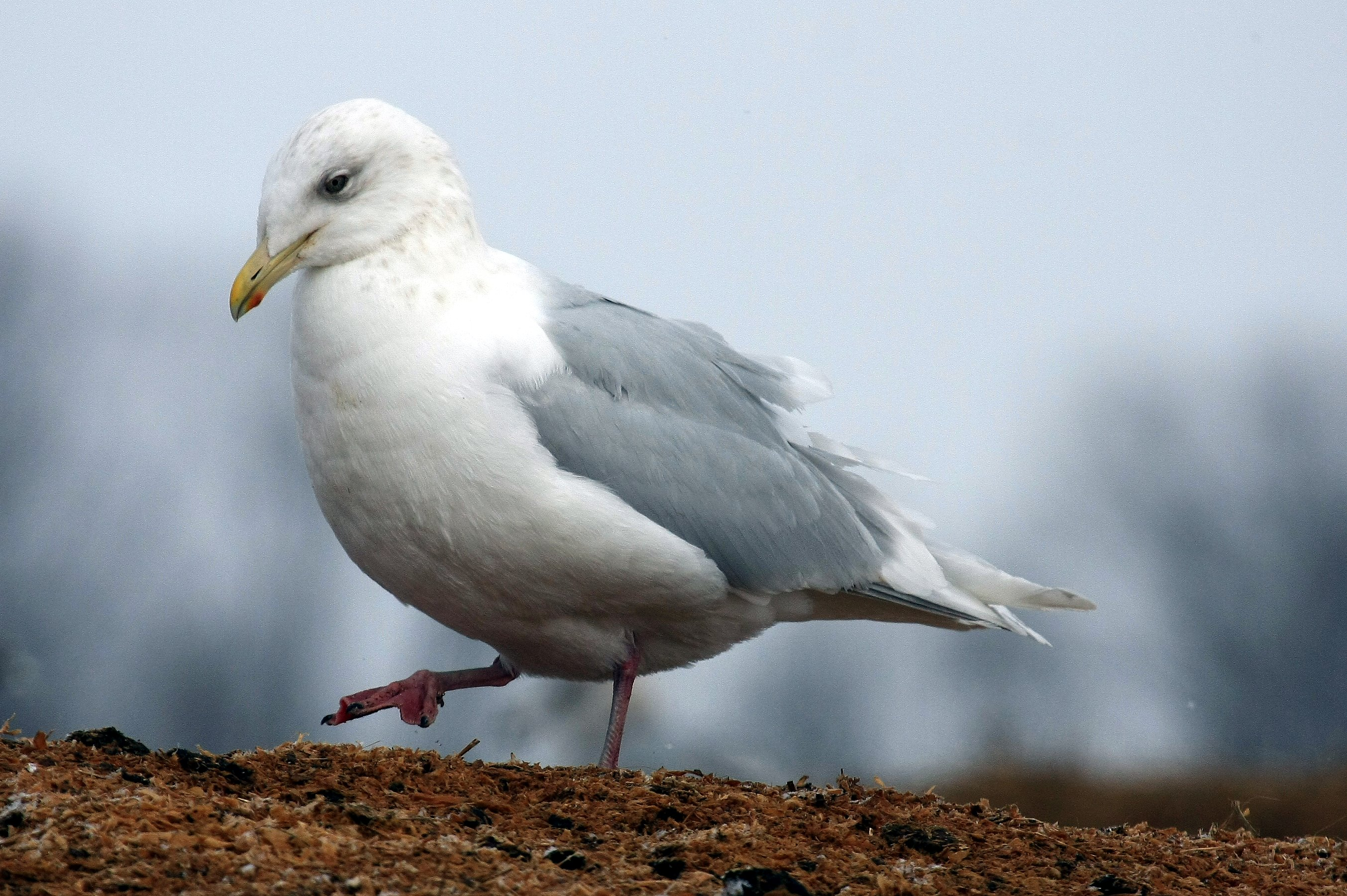
Goéland arctique
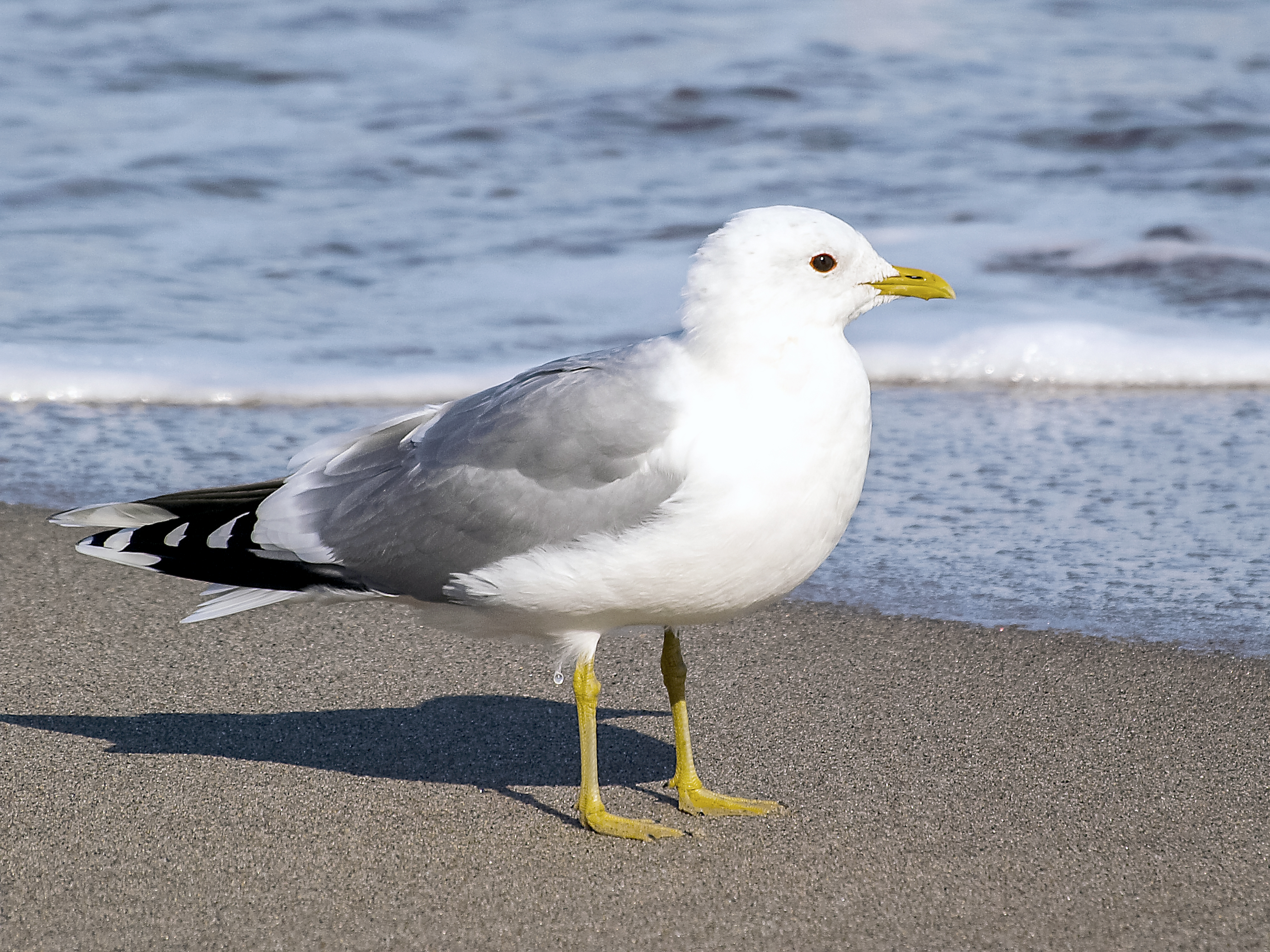
Goéland cendré
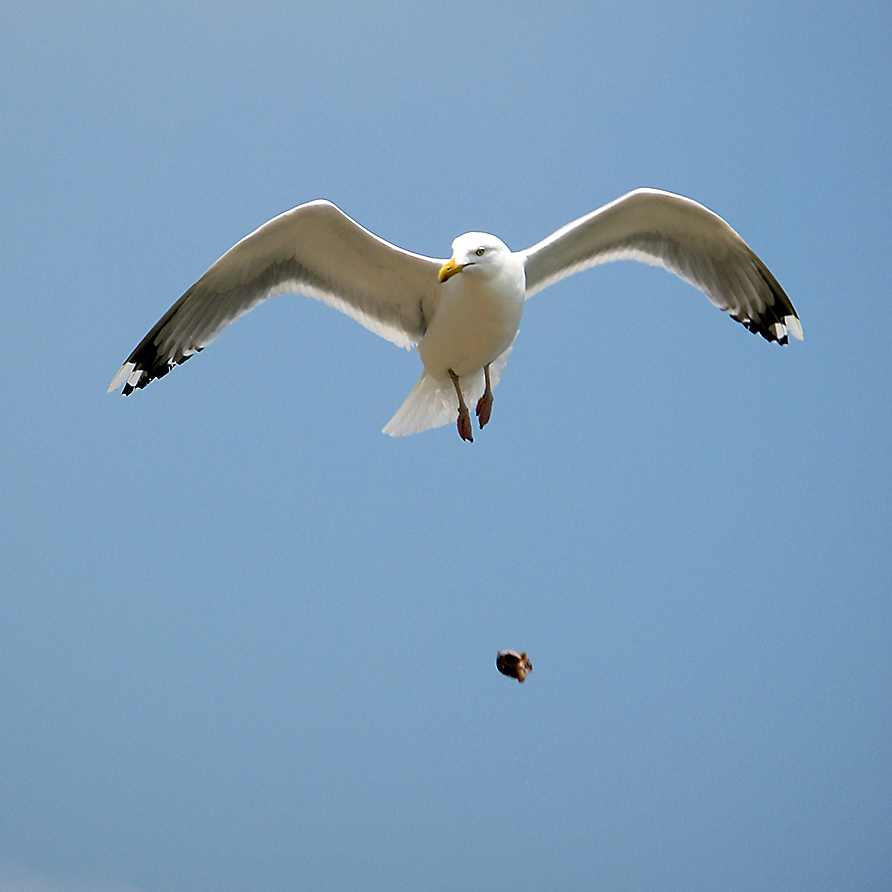
Marques alaires du goéland hudsonien

## Comportement

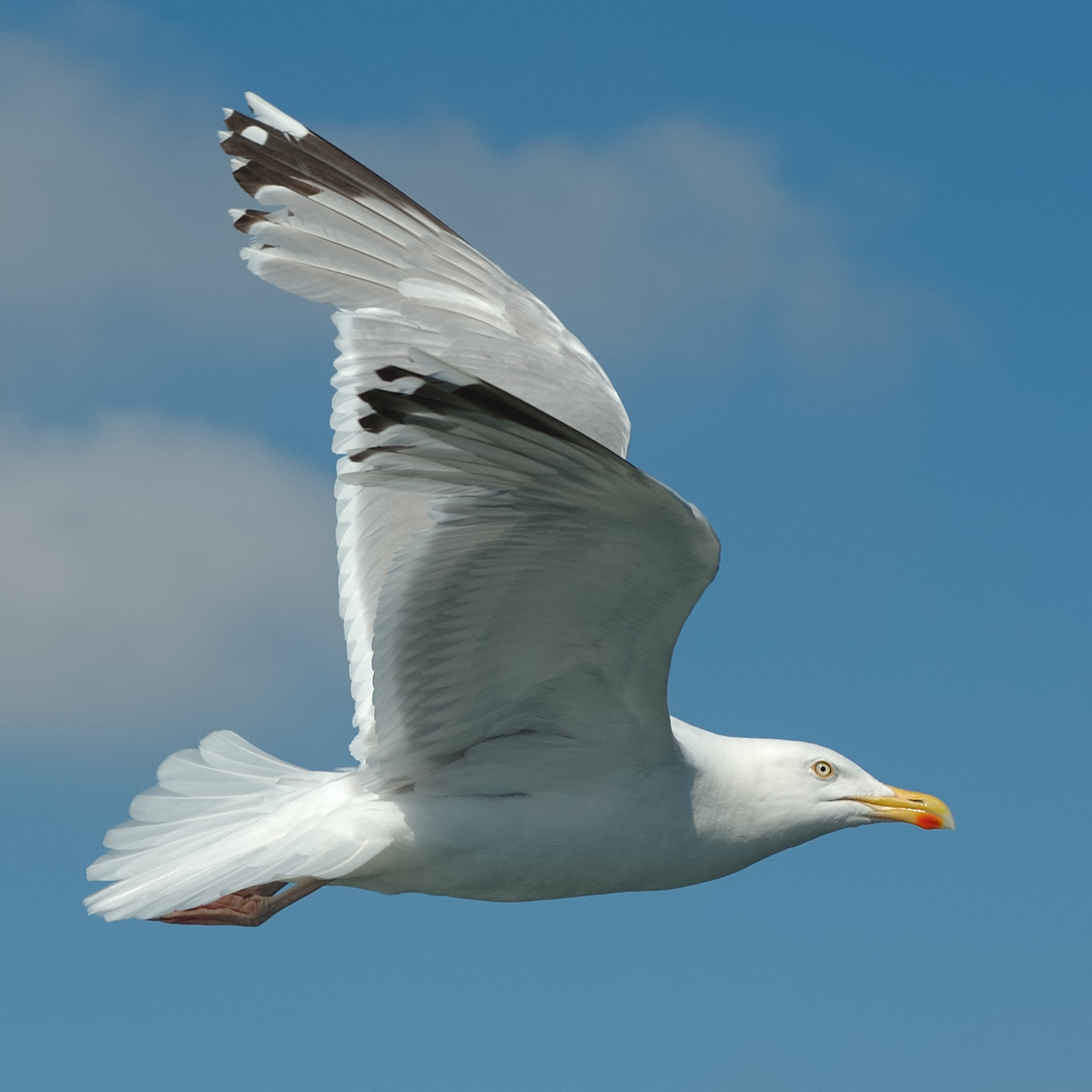
Adulte en vol.

### Vol
Cet oiseau survole le littoral en vol plané, ailes étendues et tenues légèrement arquées, queue étalée. Le vol battu est puissant, aux battements soutenus. La vitesse moyenne de vol est d'environ 40 km/h.
Le goéland recherche souvent sa nourriture en marchant ou parfois en courant. Sa démarche est aisée, à peine dandinée, ses pas sont amples et ses enjambées font plus de 15 cm de longueur.
Il est par contre un assez piètre nageur pour un oiseau de mer : il se contente le plus souvent de flotter ou nager en surface. Il ne plonge guère à la poursuite de ses proies, même s'il est capable de s'immerger partiellement pour saisir des proies situées à faible profondeur.

### Alimentation

#### Régime alimentaire

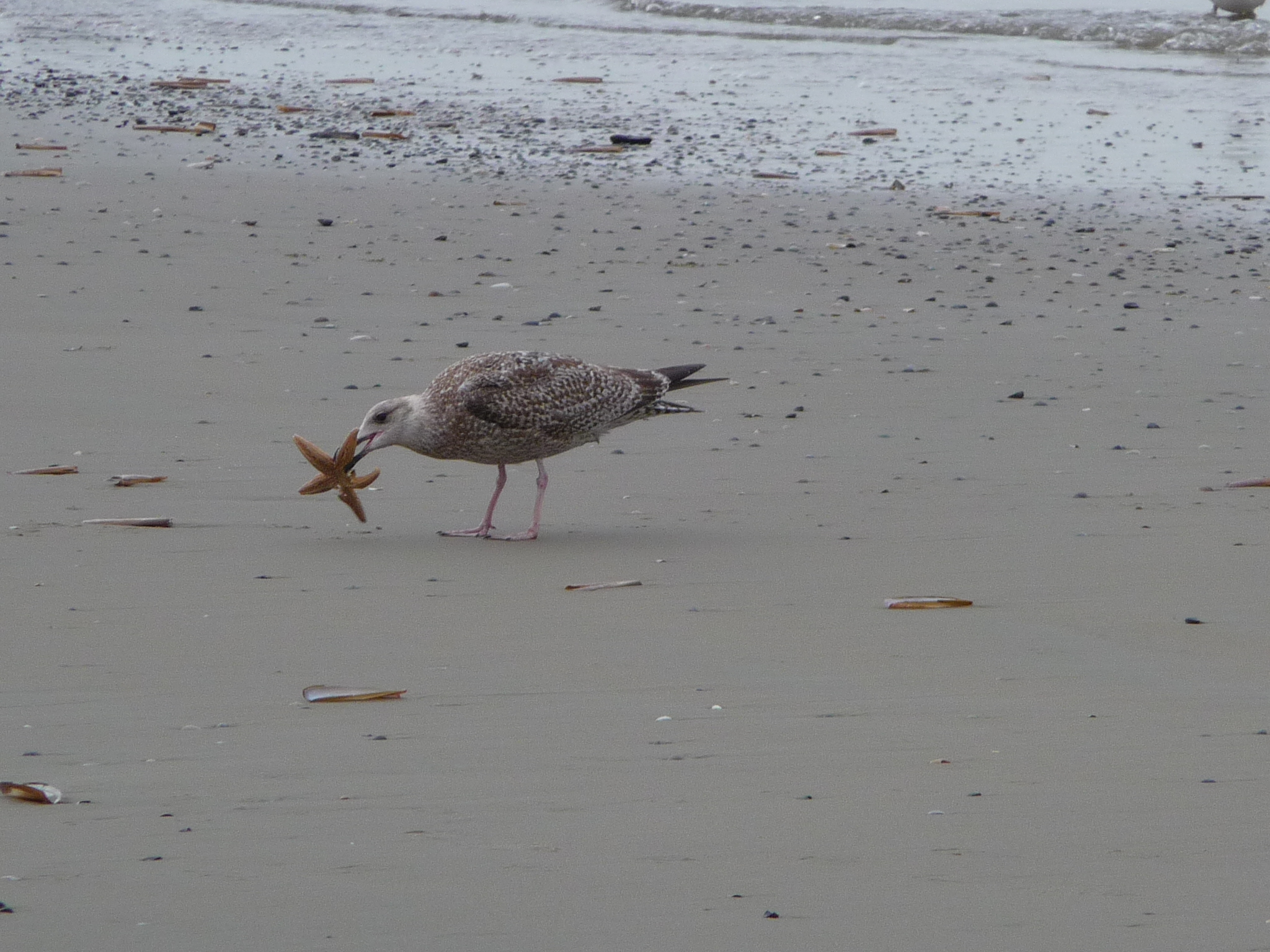
Ce juvénile de 1er hiver vient de capturer une grande étoile de mer (Asterias rubens).

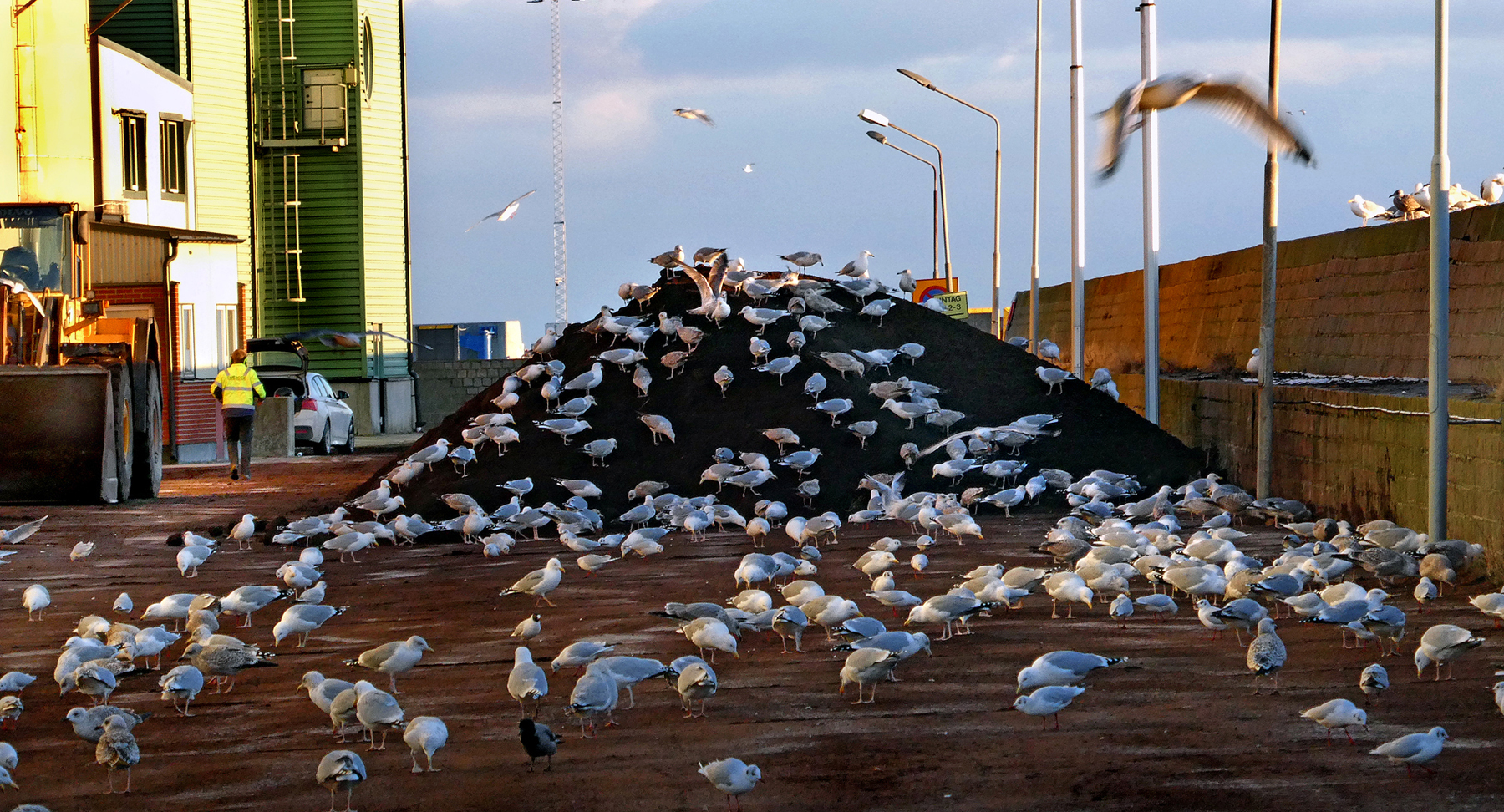
Nombreux Goélands argentés occupés à manger dans un tas de céréales brûlées. Ystad 2021.

Le goéland argenté est une espèce opportuniste qui consomme aussi bien du poisson que des invertébrés marins (mollusques, crustacés, polychètes, échinodermes…). Il consomme aussi des animaux capturés sur le continent, tels que des insectes et des vers de terre, des œufs d'oiseaux ou des poussins, et même de petits mammifères. Le goéland argenté exerce une forte pression de prédation sur les autres oiseaux de mer, notamment sur ceux nichant en colonie tels que les guillemots, sternes ou macareux, ainsi que sur d'autres espèces d'oiseaux (canards, limicoles…) qui nichent à proximité. Il n'hésite pas non plus à attraper un œuf ou un oisillon d'un autre goéland, y compris de son espèce, s'ils sont laissés sans surveillance. Sur certaines îles de la Frise orientale, comme Spiekeroog, ce sont jusqu'à 7 oisillons sur 10 qui sont victimes de cannibalisme. Ce taux de cannibalisme élevé peut être induit par des conditions particulières, notamment un stress alimentaire, le taux augmentant lorsque les températures de surface des eaux augmentent (ce qui diminue la productivité primaire et conduit au déplacement des poissons vers des eaux plus profondes). Mais il peut aussi être charognard ou se nourrir de déchets de poisson rejetés en mer par les bateaux de pêche, ou encore d'ordures récoltées dans les décharges publiques, voire à la sortie des égouts. Il se nourrit aussi de produits végétaux, comme des baies, des tubercules (par exemple des navets) ou des graines,,.
Cette grande diversité dans le régime alimentaire semble surtout valable à l'échelle de l'espèce : les individus ont souvent des comportements alimentaires plus spécialisés, et parfois assez étroitement limités. Une étude menée en rade de Brest a d'ailleurs montré que les femelles se nourrissaient plus volontiers de lombrics, alors que les mâles étaient dominants sur les décharges.

#### Mode d'alimentation
Il capture ses proies soit en marchant, soit en nageant en surface, mais ne plonge guère à leur poursuite. Au mieux, il lui arrive, au cours d'une pêche à pied le long de la plage, de se jeter dans une vague pour capturer une proie ou de s'immerger partiellement pour saisir des proies situées à faible profondeur, technique qu'il utilise régulièrement pour récupérer les déchets rejetés par les bateaux de pêche ; dans ce cas, seule l'extrémité des ailes reste émergée.
Il lui arrive aussi très souvent de dérober les proies capturées par d'autres oiseaux de mer (poissons ou crustacés volés aux petites aigrettes et sternes), soit en les harcelant jusqu'à ce qu'ils lâchent leur butin, soit en subtilisant leur proie après leur atterrissage : ce comportement est appelé cleptoparasitisme.

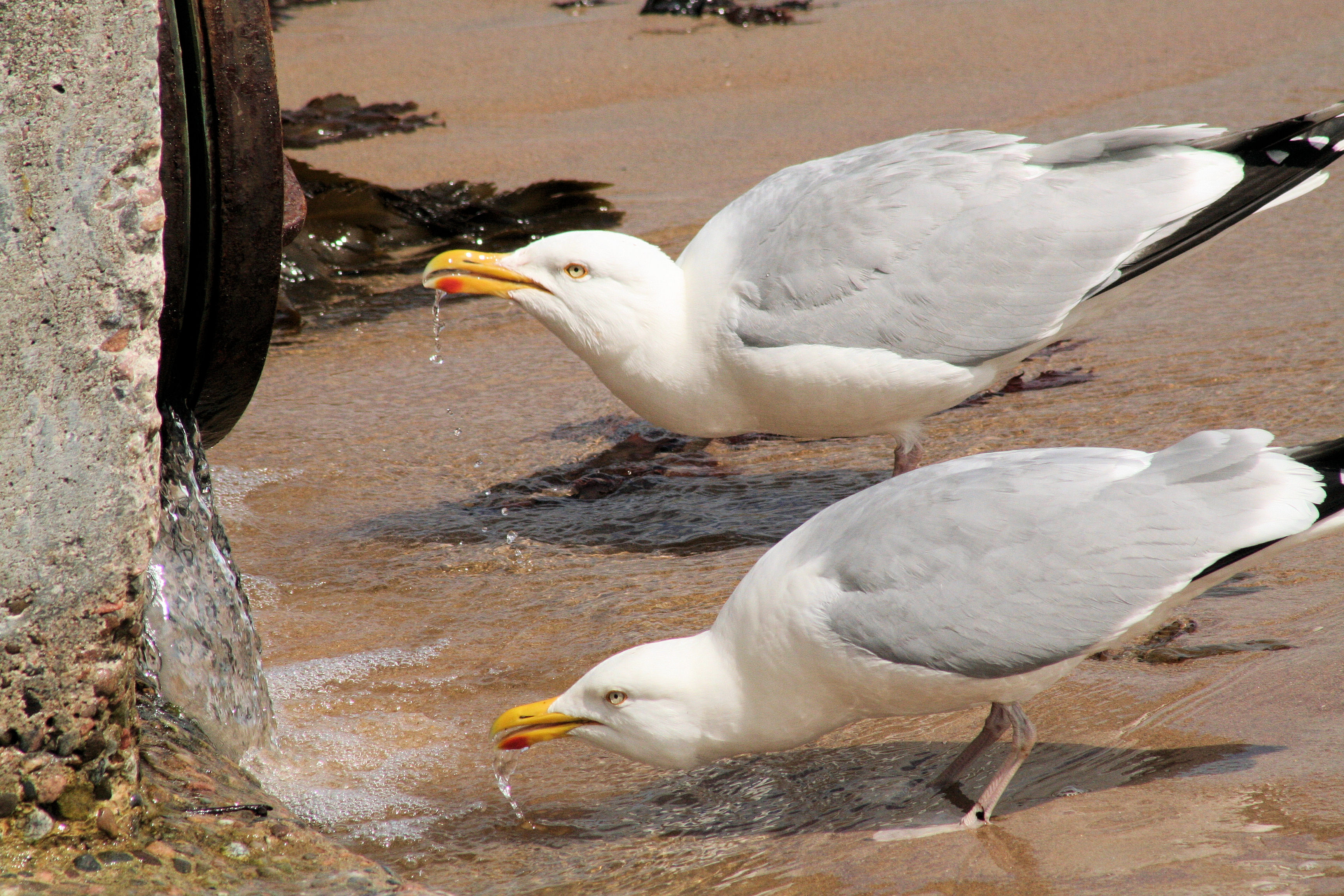
Deux goélands argentés buvant de l'eau de pluie.

Il sait ouvrir les coquillages en les laissant tomber d'une dizaine de mètres de hauteur, espérant qu'ils se brisent sous le choc, et n'hésitant pas à recommencer jusqu'à ce qu'il ait obtenu le résultat désiré. Il ne choisit cependant pas toujours pour cela une surface dure, et ses proies disparaissent parfois dans l'eau ou le sable,.
Tout comme de nombreuses autres espèces d'oiseaux, il rejette régulièrement par le bec des pelotes de réjection composées des parties dures et indigestes issues des proies. Ces pelotes mesurent en moyenne 20 × 40 mm, mais peuvent parfois être plus volumineuses.
Ce goéland ne boit de l'eau douce que lorsque celle-ci est disponible. Autrement, il est capable de boire de l'eau de mer et rejette l'excès de sel grâce à des glandes excrétrices situées au-dessus des yeux et débouchant dans les narines. Le liquide saturé en sel tombe alors de son bec sous forme de gouttes,.

### Relations sociales
Pour les relations avec l'homme, voir le paragraphe correspondant.

#### Vocalisations
Le goéland argenté est un oiseau bruyant qui possède toute une gamme de cris sonores et stridents ressemblant à des jappements ou des cris plaintifs. Ce goéland crie souvent, à de nombreuses occasions, et tout au long de la journée. On dit qu'il pleure ou raille. Il peut aussi pousser de grandes clameurs éclatantes du genre aow-kayïï-kao-kao-kao-kao, des cris sonores en iaou ou en ga-ga-ga.

#### Comportement grégaire

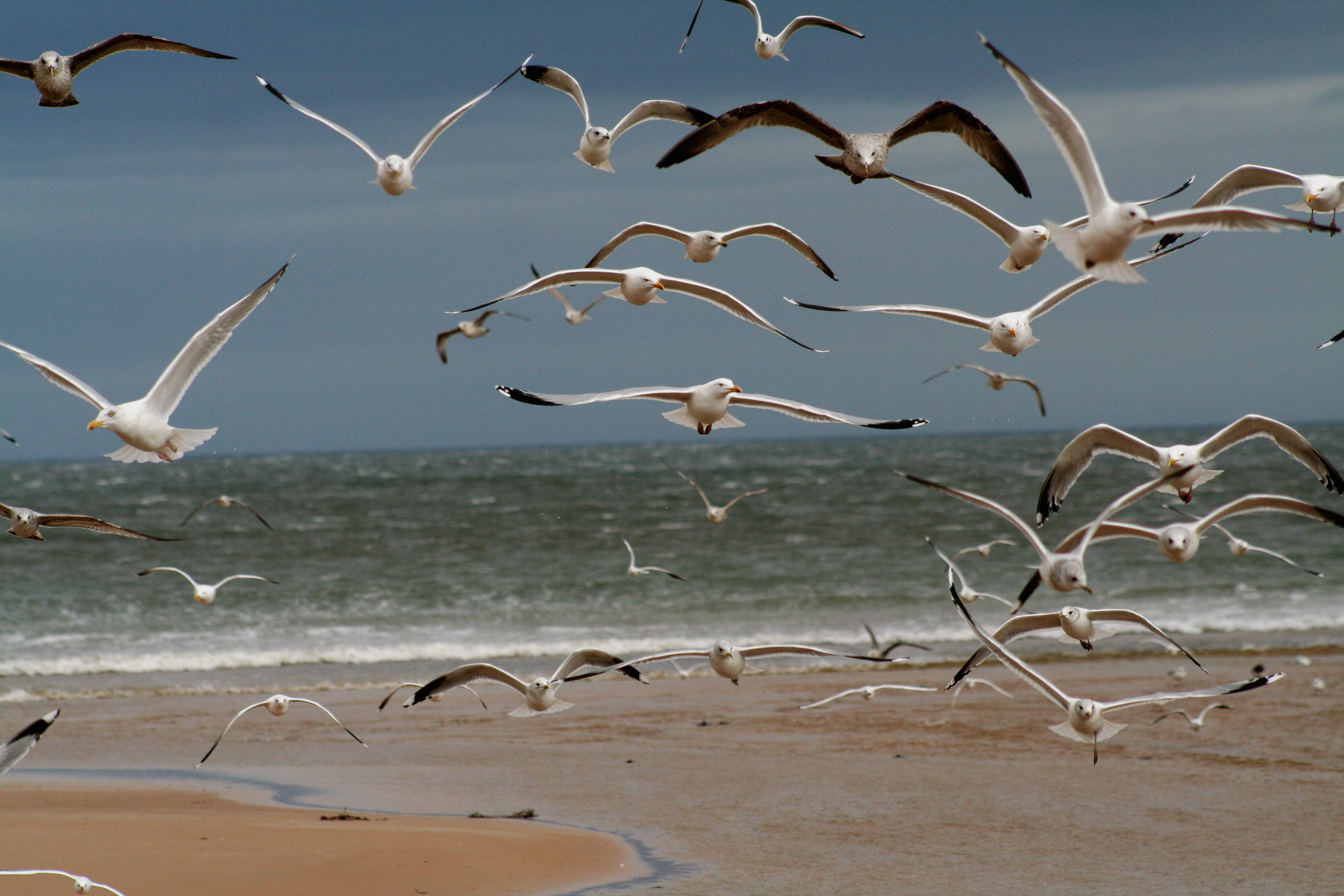
Groupe mêlant des goélands argentés adultes et juvéniles ainsi que des goélands cendrés.

Cet oiseau très sociable quelle que soit la saison se nourrit et niche le plus souvent en groupe, voire en colonie. Les bandes de goélands argentés peuvent regrouper de quelques dizaines à quelques milliers d'individus. Cependant, au sein même de la colonie, la distance minimale tolérée entre deux nids est d'environ 2 m et chaque couple s'octroie un territoire mesurant d'une dizaine à une centaine de mètres carrés, à l'intérieur duquel tout intrus, y compris humain, est attaqué. Cette défense du territoire est assurée aussi bien par le mâle que par la femelle.

La sociabilité du goéland argenté peut s'étendre à d'autres espèces d'oiseaux de mer, avec lesquelles il se mêle volontiers, et il n'est pas rare de voir, sur une zone d'alimentation, des goélands argentés mêlés à diverses autres espèces de goélands, de mouettes ou de sternes. De même, ce goéland niche souvent à proximité d'autres espèces d'oiseaux de mer nichant en colonie (autres espèces de goélands, sternes, ou guillemots par exemple).

### Reproduction

#### Cycle

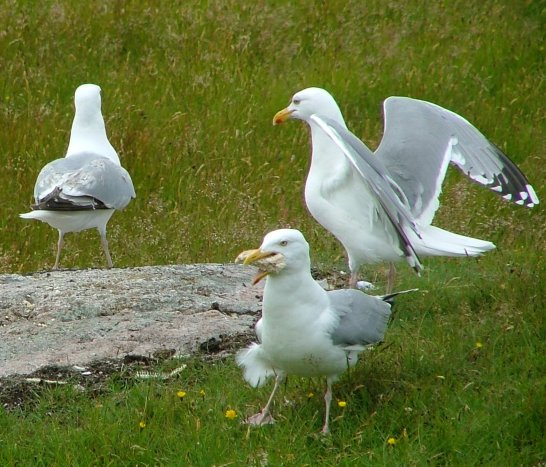
Goélands en Norvège

Comme chez la plupart des oiseaux de mer, la saison de reproduction s'étale sur une longue période. La reproduction proprement dite, c'est-à-dire la ponte et l'élevage de la nichée, se déroule d'avril à juillet ; mais elle est précédée par une longue phase d'appropriation des territoires et de formation des couples.

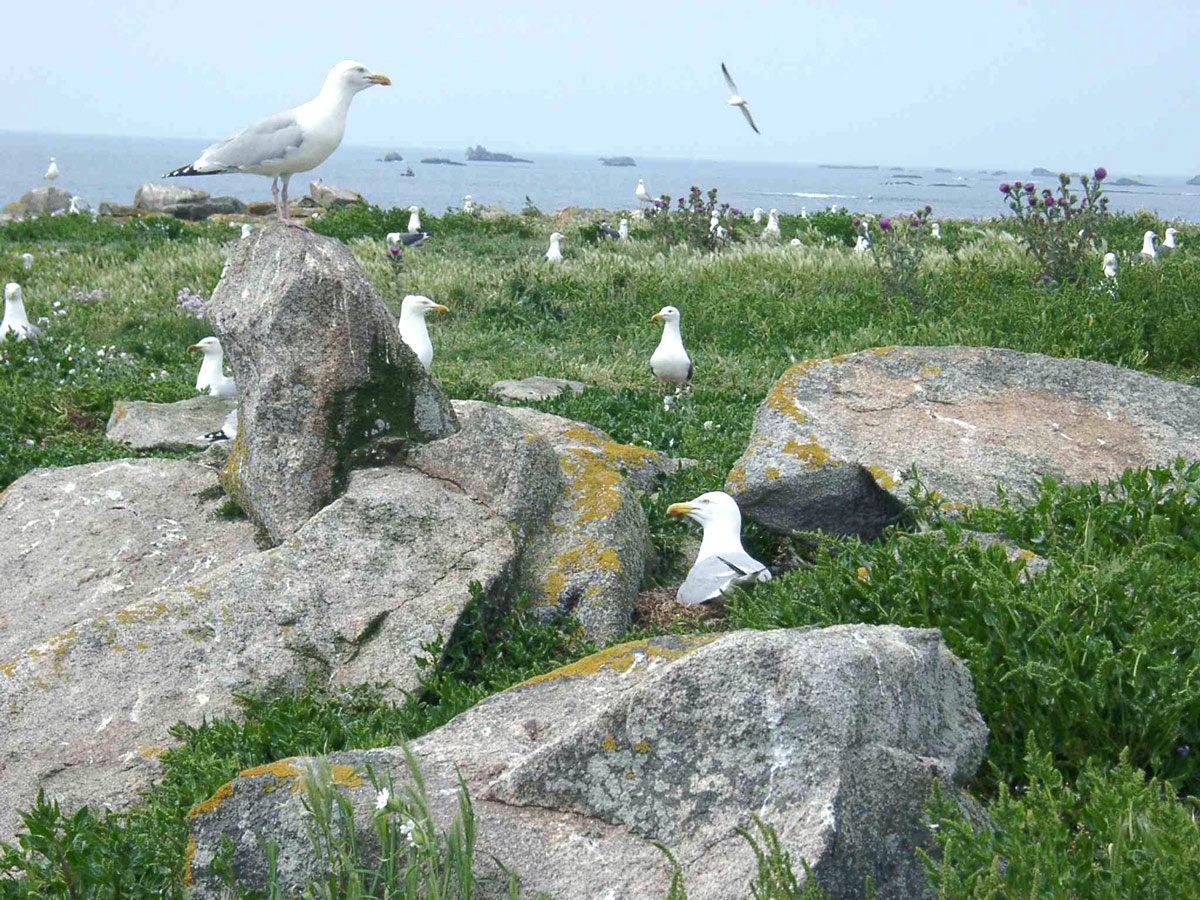
Colonie mixte de goélands argentés et de goélands bruns sur l'île du Loc'h aux Glénan, dans le Finistère

Les dates d'arrivée aux sites de nidification varient avec la latitude : elles sont plus précoces au sud. Ainsi, les goélands argentés sont observés sur leurs territoires au plus tard dès décembre dans le Finistère et au cap Blanc-Nez, début janvier en mer d'Irlande et début mars dans le sud de la Baltique. Les retours sont même signalés dès novembre au pays de Galles.
Schématiquement, les mois précédant la ponte proprement dite, c'est-à-dire approximativement de janvier à avril, sont consacrés à l'appropriation et à la délimitation des territoires, à la formation des couples et à l'accouplement, enfin à la construction du nid. Mai est le mois des pontes et de l'incubation pour la majorité des couples, juin et juillet ceux de l'élevage des jeunes. Les oiseaux quittent progressivement les sites de reproduction dans le courant du mois d'août, les colonies étant pratiquement désertes à la fin de ce mois.

#### Appariement
Le moment et la durée du processus de formation des couples dépendent du statut des individus. Dans un certain nombre de cas, le couple est déjà constitué au moment de l'arrivée : il s'agit généralement d'individus âgés, ayant acquis antérieurement une expérience de la reproduction et retrouvant leur partenaire de l'année précédente. La règle pour l'espèce est la monogamie et la fidélité au partenaire d'une année à l'autre.
La formation d'un nouveau couple ne se pose donc que pour les jeunes qui accèdent pour la première fois au statut de reproducteur, et aux reproducteurs expérimentés dont le partenaire a disparu depuis la saison précédente et aux cas de séparation (souvent dus à une saison de reproduction infructueuse).
Des comportements à composante sexuelle apparaissent dès les premiers stades de la formation des couples, mais ils culminent dans les semaines précédant la ponte. Les deux comportements les plus caractéristiques de cette période sont le « nourrissage de cour » et les accouplements. Dans un cas comme dans l'autre, c'est la femelle qui a l'initiative : adoptant une posture, des mouvements et des cris très semblables à ceux des poussins lorsqu'ils quémandent leur nourriture auprès des adultes, elle sollicite le nourrissage ou l'accouplement de la part du mâle. Comportement très ritualisé, le nourrissage de cour n'en est pas moins effectif, les quantités de nourriture passant du mâle à la femelle étant parfois très importantes ; son rôle énergétique est indéniable au moment où les œufs sont en cours de formation. Par ailleurs, les mâles les plus efficaces à cet égard sont généralement aussi ceux qui s'investissent le plus dans l'élevage des poussins. Comme chez les autres goélands, le mâle émet un cri particulier pendant toute la durée de l'accouplement.

#### Nidification

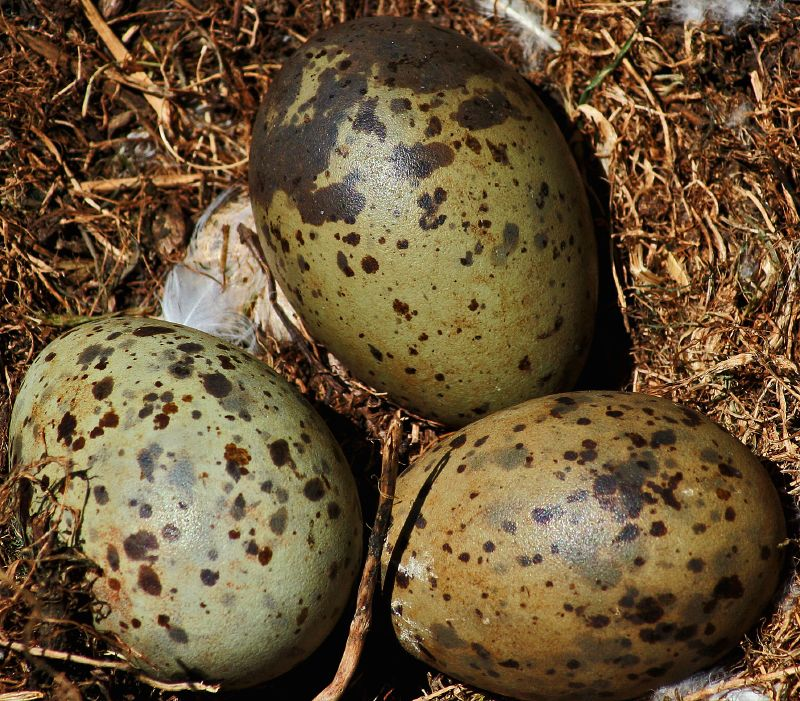
Œufs et nid de goéland argenté.

Le goéland argenté niche au sol, sur les îlots, les corniches des falaises continentales, dans les dunes, les landes basses ou les tourbières, voire sur les toits de bâtiments urbains, en groupes ou colonies comportant de quelques dizaines à plusieurs milliers de couples. Quoique occupant très fréquemment les mêmes espaces de reproduction que les goélands bruns, les deux espèces diffèrent dans leurs exigences précises : le goéland argenté domine sur les côtes escarpées et les espaces découverts alors que le brun affectionne plutôt les îlots bas, en particulier les zones couvertes d'une végétation haute (fougères, buissons…) dans lesquelles l'argenté pénètre exceptionnellement.
Le nid, de dimensions variables, est constitué de matériaux divers rassemblés par les deux partenaires, le mâle étant généralement plus actif dans cette activité : herbes, brindilles, petites racines et algues pour l'essentiel, mais aussi fragments de plastique, graviers, coquillages, plumes, etc. Il est installé dans un creux du terrain, préexistant ou creusé avec les pattes dans la terre ou le sable.

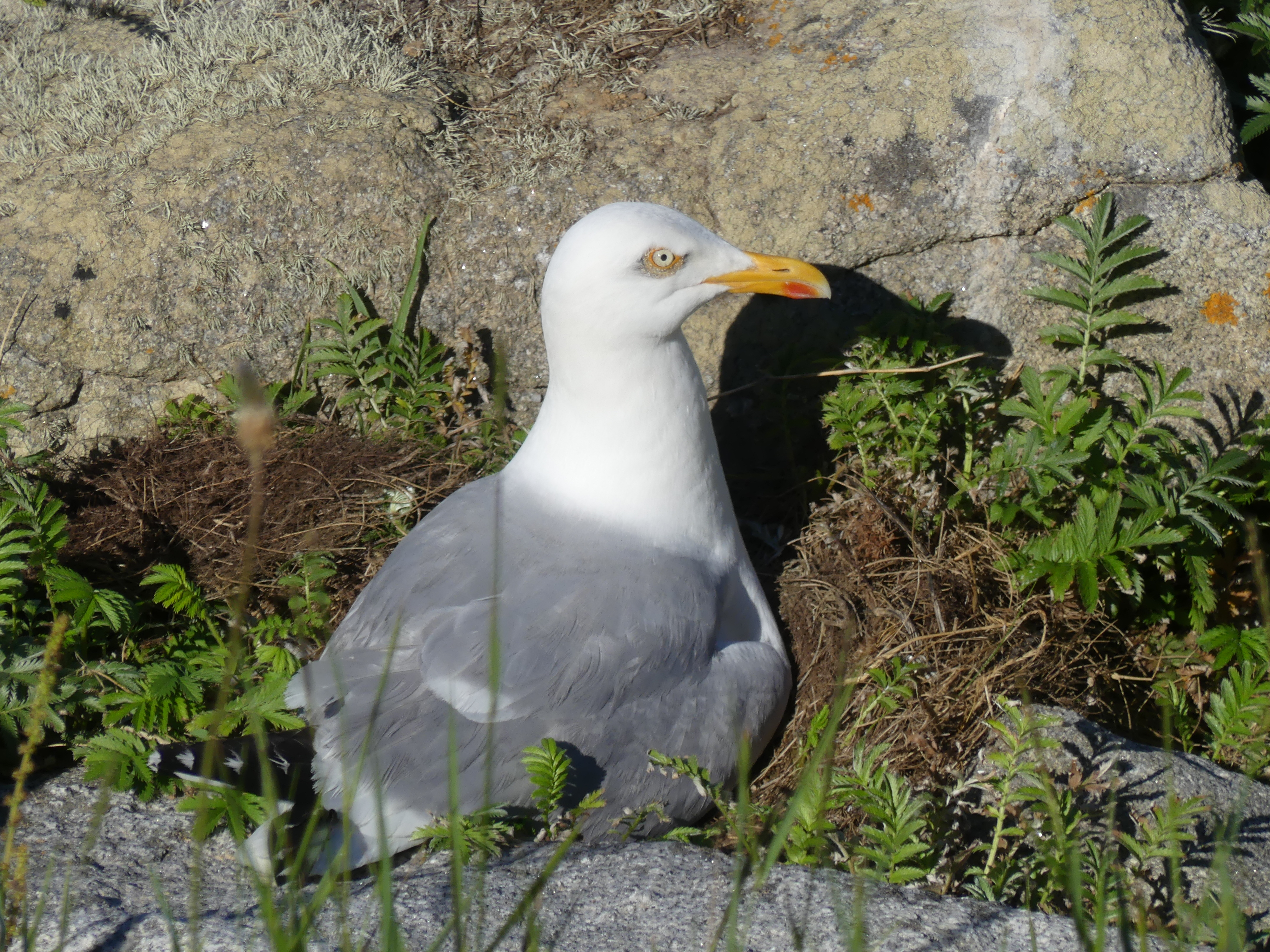
Goéland argenté sur son nid en juin.

#### Ponte et incubation

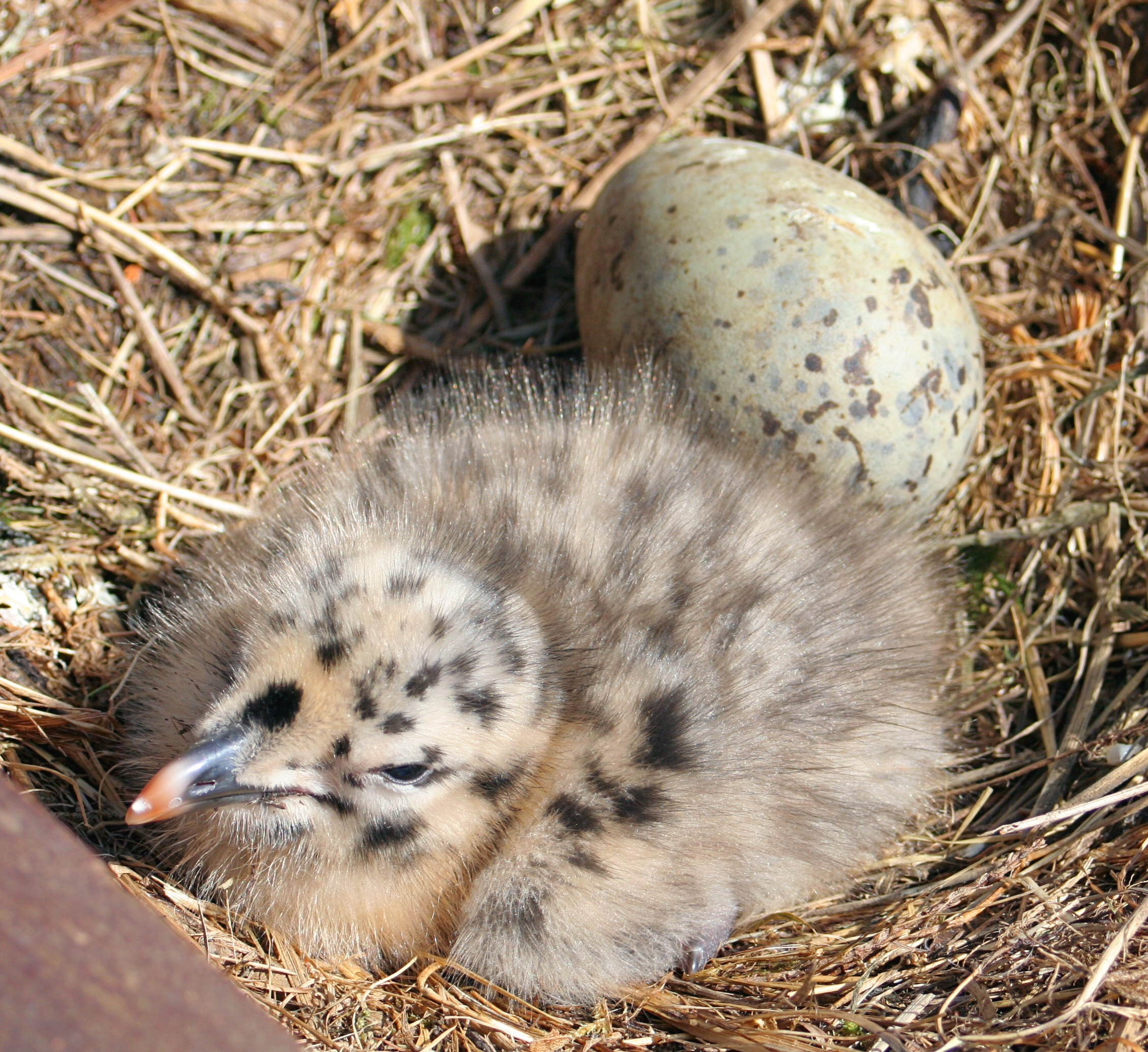
Poussin de trois jours et œuf de goélands argenté, dans un nid.

La ponte n'a lieu qu'une fois par an, au printemps, vers les mois d'avril ou mai. Les pontes les plus précoces ont été notées un 11 avril au Danemark, un 14 avril en Bretagne, un 19 avril en mer d'Irlande, un 23 avril en Norvège et un 26 avril en Écosse.
La femelle pond le plus souvent trois œufs de couleur variable (blanc verdâtre, beige ou beige verdâtre) mais toujours tachetés de brun. Le pourcentage de pontes à trois œufs varie de 78 % à 91 % selon les études. Ces œufs mesurent en moyenne 71 × 49 mm, avec pour valeurs extrêmes 58,0-82,7 mm × 44,1-54,8 mm, pour une masse moyenne de 42 g (dont 7 % de coquille). Des études tendent à montrer que plus la femelle est bien nourrie avant la ponte, plus les œufs auront des dimensions moyennes élevées, et plus les petits seront vigoureux. Les œufs sont pondus à intervalles irréguliers, généralement de un à trois jours, le plus souvent de deux jours.
La couvaison, assurée par les deux parents, dure de 28 à 30 jours. Elle ne devient continue que lorsque la ponte est complète ; le nid est toutefois surveillé en permanence dès le premier œuf, l'adulte de garde pouvant alors rester de longs moments à quelques pas de là. À intervalles irréguliers, le parent qui couve tourne les œufs au moyen du bec et des pattes.

#### Élevage

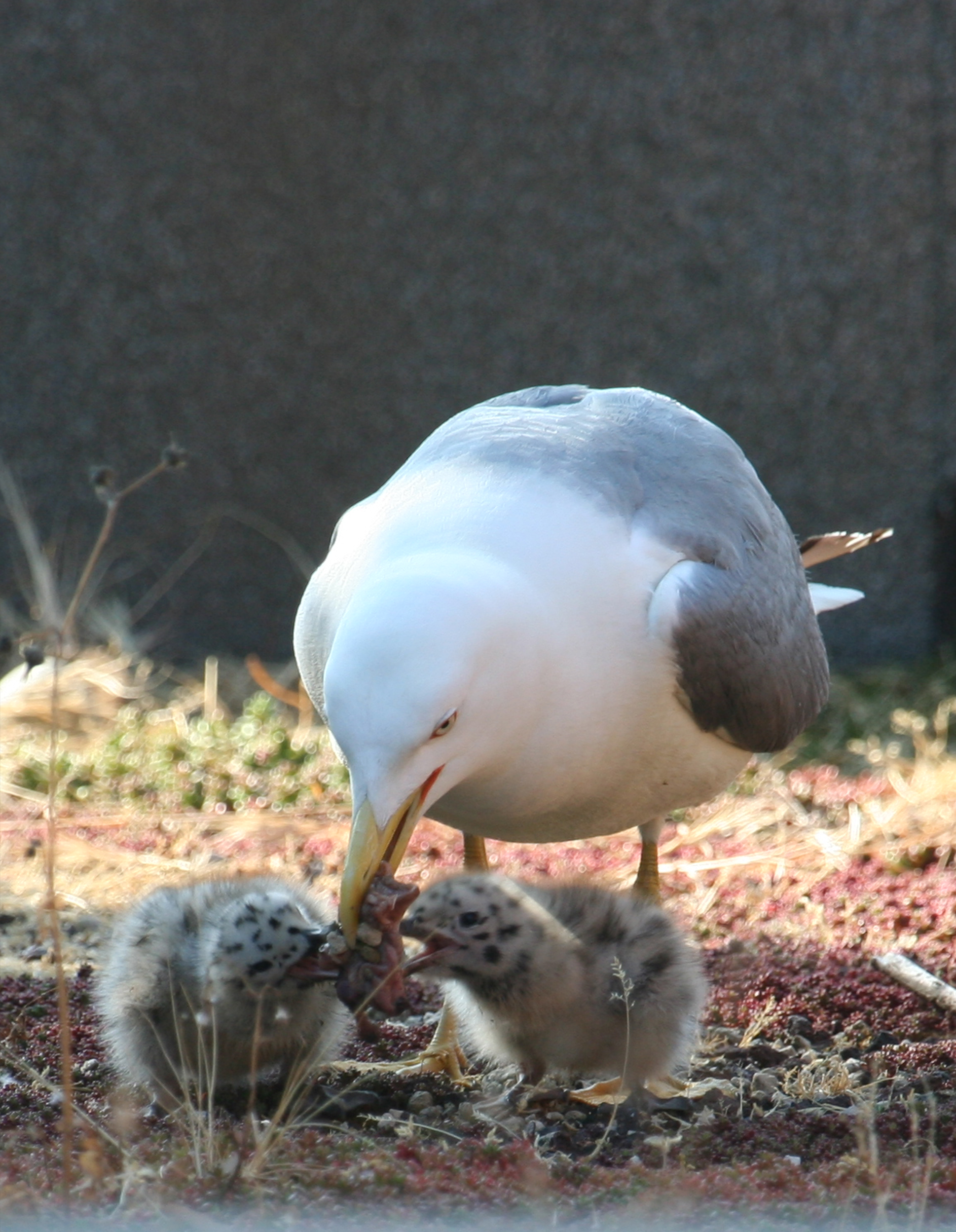
Goéland argenté adulte nourrissant deux poussins.

Les poussins pèsent environ 65 grammes à l'éclosion. Ils sont couverts d'un duvet beige, teinté de gris sur le dos, et parsemé de quelques taches brun-noir, ce qui constitue un plumage cryptique. Leur iris est brun-noir, leurs pattes rosées, et leur bec, gris sombre à la base, est beige-rosé à l'extrémité.
La surveillance et le nourrissage des oisillons sont assurés par les deux parents dont l'agressivité vis-à-vis des prédateurs potentiels s'accroît vers la fin de la période d'incubation, culminant au cours des premières semaines d'élevage. Un des parents reste constamment à proximité du nid, pendant que l'autre est parti en quête de nourriture ; à la moindre alerte, il émet un « ga-ga-ga » qui incite les poussins à chercher refuge parmi la végétation ou les rochers. Lors de l'intrusion d'un homme ou d'un chien sur le territoire, l'adulte de garde prend son envol et pique vers l'intrus de façon répétée tant que celui-ci reste à proximité ; si ces attaques, qui s'accompagnent d'un cri strident à chaque piqué, sont très impressionnantes, il est très rare que les goélands touchent leur cible, et lorsqu'ils le font, c'est généralement avec les pattes.
Au moment de l'éclosion, les nouveau-nés sont couvés en permanence, dans un premier temps tant que leur duvet garde des traces de l'humidité de l'œuf (quelques heures), puis jusqu'à ce qu'ils aient acquis une certaine indépendance thermique (quelques jours). Le dérangement des parents lors de la phase de séchage du duvet est souvent une cause de mortalité des oisillons. Après quelques jours, les parents ne couvent plus les poussins que lorsque les conditions climatiques l'exigent (températures basses ou élevées, pluie…) ; cela peut occasionnellement se produire jusqu'à l'âge de trois semaines environ. Les oisillons sont capables de quitter le nid pour s'aventurer aux alentours dès le deuxième ou troisième jour. Ils sont toutefois très attachés à leur territoire, qu'ils apprennent à connaître très rapidement dans ses moindres détails, ce qui facilite leur camouflage rapide à la moindre alarme. Les jeunes transgressant les limites de leur territoire sont immédiatement attaqués par les adultes voisins, et souvent tués, voire mangés ; c'est là une importante cause de mortalité, en particulier lors d'intrusions humaines dans les colonies.
Le déroulement du nourrissage varie dans le détail, notamment en fonction de l'âge des jeunes, mais selon un schéma général remarquablement constant. Lorsque l'adulte revient sur le territoire et s'apprête à nourrir, il émet un cri particulier connu sous le nom de « cri miaulant » qui provoque immédiatement la course des jeunes vers le parent nourricier. Les petits piquent de leur bec vers le bec de l'adulte, en particulier vers la tache rouge qui orne la mandibule inférieure. Ce comportement déclenche la régurgitation du repas de la nichée : le jabot et le cou de l'adulte se déforment, parfois de manière spectaculaire, du fait de la remontée des aliments, et les jeunes prennent leur nourriture directement dans le bec ouvert, beaucoup plus rarement sur le sol.
Les oisillons sont capables de voler au bout de 35 à 40 jours, soit environ 6 semaines, mais seront nourris quelques jours encore par leurs parents,.

## Répartition

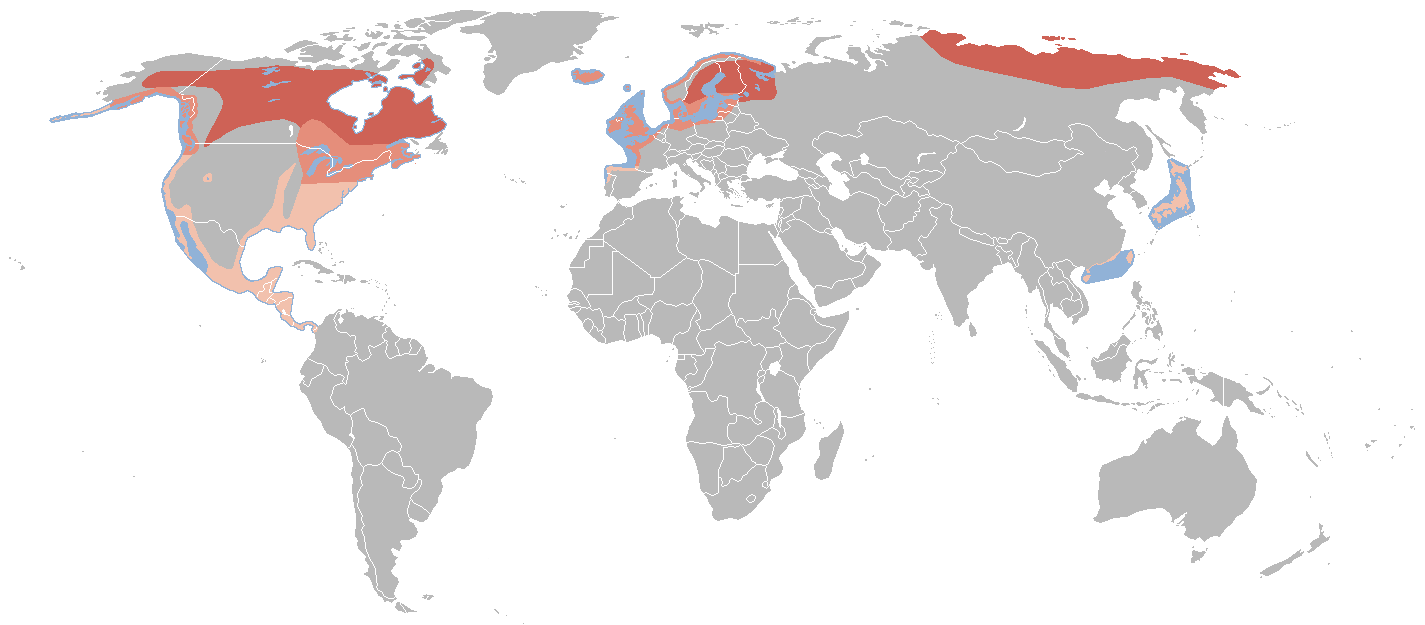
Aire de répartition du Goéland argenté sensu lato.
Résident à l'année
Hivernant après migration ou dispersion
Présent seulement en été

Aire de répartition du Goéland argenté sensu stricto.
Résident à l'année
Hivernant après migration ou dispersion
Présent seulement en été

Le Goéland argenté sensu stricto est un oiseau qui vit essentiellement dans la partie occidentale de l'Europe. On le trouve en Islande, au Royaume-Uni et le long des côtes de l'Europe continentale, du Portugal jusqu'à la partie européenne de la Russie. Son aire de répartition semble s'être étendue vers le sud depuis le XIXe siècle, car autrefois rare au sud de la Bretagne, on le trouve maintenant jusqu'au nord de la péninsule ibérique. Les populations sont très souvent résidentes à l'année, bien que certains individus se dispersent en hiver. Des études menées sur l'île May, en Écosse, semblent montrer que les juvéniles ont tendance, au cours de la dispersion hivernale, à se déplacer plus loin que les oiseaux plus âgés. Cependant, certaines des populations les plus nordiques de la sous-espèce argentatus réalisent une véritable migration vers le sud pour hiverner, le plus souvent en mer Baltique ou en mer du Nord, mais parfois jusqu'au sud de l'Europe (France, Espagne, Portugal et même occasionnellement en Italie).
Le Goéland argenté sensu lato (c'est-à-dire si on inclut le Goéland hudsonien et le Goéland de la Véga) se trouve aussi en Amérique du Nord et en Asie de l'Est. Le Goéland hudsonien vit en Amérique du Nord (Canada et États-Unis), mais les populations migratrices descendent vers le sud jusqu'au sud de l'Amérique centrale. Le Goéland de la Véga niche dans la partie orientale de la Sibérie, mais migre en hiver jusqu'au Japon et au sud de la Chine.

## Habitat
Cet oiseau marin niche à l'origine essentiellement sur les côtes mais colonise de plus en plus l'intérieur des terres, en particulier les villes. Il passe l'hiver soit non loin des sites de reproduction, soit davantage à l'intérieur des terres, au niveau d'estuaires, de lacs, de réservoirs et autres retenues d'eau, mais également dans des décharges publiques.

## Populations

### Évolution des populations
Selon J. Henry et J.Y. Monnat, au début du XIXe siècle, le goéland argenté était commun sur les littoraux picards, normands et bretons. La collecte des œufs de cette espèce la cantonnait à des zones peu accessibles, telles que falaises escarpées et îlots rocheux. À partir du milieu du XIXe siècle, la collecte d'œufs, devenue commerciale, et la chasse de cet oiseau, pour le loisir (« tirs sportifs ») ou pour alimenter en plumes le commerce de la chapellerie, ont abouti au tournant du XXe siècle à une disparition presque totale du goéland argenté sur les côtes françaises.

Histogramme de l'évolution de la population de goélands argentés en France, entre 1965 et 1998.

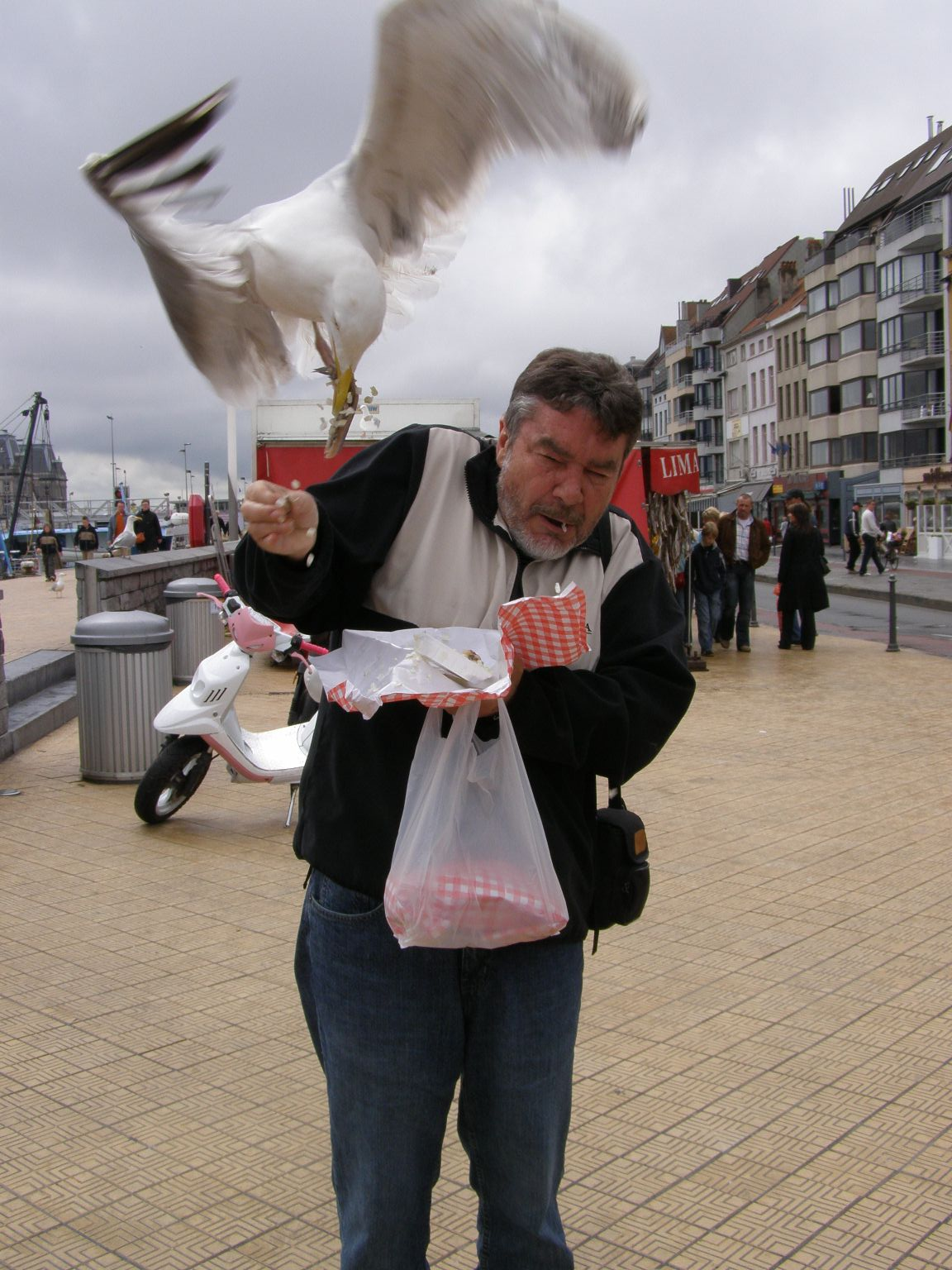
Le goéland argenté sait utiliser toutes les sources de nourriture disponibles. Ici, un adulte vole un hareng à un passant, en Belgique.

Cependant dans les années 1920, des colonies de cet oiseau, peut-être restaurées grâce à des oiseaux provenant des îles Anglo-Normandes, furent de nouveau signalées en Bretagne. On retrouve la même histoire au niveau européen : la collecte des œufs, par exemple, atteignait au XIXe siècle des proportions très importantes, de 300 à 800 œufs par jour sur l'île du Texel aux Pays-Bas, et jusqu'à 10 000 par saison de ponte sur l'île de Sylt en Allemagne.
Au cours du XXe siècle, le nombre de couples de goélands nicheurs a fortement augmenté, avec un accroissement consécutif de son aire de répartition : par exemple, dans les années 1970, le goéland argenté a recommencé à nicher dans le bassin d'Arcachon, où il n'avait plus niché depuis longtemps, et qui constitue en 2010 la limite sud de son aire de nidification. Cette progression est imputée à divers facteurs. Tout d'abord, l'arrêt presque complet de la chasse et de la récolte des œufs de goéland argenté a diminué la pression de prédation exercée sur l'espèce. Ensuite, l'accroissement de la population humaine a mis à la disposition de cet oiseau de nouvelles ressources alimentaires, comme les animaux produits dans de nouveaux types d'exploitations agricoles (pisciculture, conchyliculture, etc.), ou l'augmentation de la quantité d'ordures accessibles, notamment dans les décharges publiques, ou encore l'augmentation de la quantité de déchets de poisson rejetés en mer, à la suite de l'accroissement de l'industrie de la pêche. Enfin, s'étant adapté à la présence de l'homme, le goéland argenté a aussi depuis les années 1960 profité de nouveaux sites de nidification, tels que les toits des bâtiments urbains. Les villes, de par leur structure architecturale, la nourriture souvent abondante et l'absence de prédateurs terrestres, constituent en effet un milieu très favorable à la nidification de ces goélands, qui n'ont pas eu à développer d'adaptation particulière pour s'y installer.
En France, les goélands argentés ont commencé à nicher en ville dans les années 1970 (Morlaix, Saint-Malo en Bretagne, Le Tréport en Seine-Maritime). À la fin des années 1980, environ 2 % de la population des goélands argentés de ce pays avait colonisé le milieu urbain, et ce pourcentage a atteint 13,6 % à la fin des années 1990. Ces colonies urbaines (goéland argenté, mais aussi goélands bruns, marins et leucophées) se trouvent parfois dans des villes un peu en retrait des côtes, comme Rennes, colonisée en 1987. En Grande-Bretagne, cette colonisation a débuté dès les années 1920 et s'étend à des villes plus éloignées des côtes, mais le pourcentage de populations urbaines n'atteignait que 8 % en 1994 (250 villes hébergeant plusieurs milliers de goélands urbains).
La tendance actuelle est à la stabilisation de l'accroissement des populations de goélands argentés, parfois même la régression des effectifs dans de nombreux pays alors qu'ils continuent de s'accroître en milieu urbain. Ceci est peut-être dû à une raréfaction des sources de nourriture, liée à la fermeture des décharges à ciel ouvert, ou à la surpêche conduisant à la raréfaction du poisson ou aux modifications des techniques de pêche, mais aussi à une saturation des sites de nidification, avec un accroissement récent de la concurrence du goéland marin et du goéland brun. Une autre cause possible est l'accroissement de la régulation des populations de goélands argentés dû à différents facteurs, comme l'intensification de la prédation exercée par le goéland marin, les campagnes de destructions mises en place localement, mais aussi les épidémies, comme l'épidémie de botulisme de type C qui causa la mort de plus de 10 000 oiseaux de mer entre 2000 et 2004 dans le Sud de la Suède, notamment de nombreux goélands argentés,,. Il y a même eu au tournant du XXIe siècle une réduction des effectifs au Royaume-Uni, en Irlande et aux Pays-Bas.
Selon BirdLife International, la population européenne (hors Russie) comprenait en l'an 2000 entre 660 000 et 900 000 couples nicheurs, et plus de 800 000 individus hivernants. Les pays comptant le plus de couples nicheurs sont la Norvège (plus de 150 000 couples) et le Royaume-Uni (plus de 140 000 couples).

### Taux de survie et longévité
Le taux de survie des oisillons au nid est faible, environ de 30 %. En effet, les oisillons de goélands argentés subissent la prédation des renards et des rapaces, mais aussi du goéland marin lorsque ce dernier niche à proximité, ou parfois même d'adultes de la même espèce.
Après l'essor et jusqu'à l'âge de 4 ans, le taux de survie devient plus élevé chez les juvéniles et atteint 63 % ; par la suite, le taux de survie chez les adultes augmente encore jusqu'à environ 85 % chez les mâles et 99 % chez les femelles.
Le goéland argenté commence à se reproduire à partir de la quatrième année pour le mâle et de la cinquième année pour la femelle. Sa durée de vie moyenne est de 12 ans, mais un individu bagué, accidentellement piégé dans un filet de pêche aux Pays-Bas, est mort à l'âge de 34 ans et 9 mois. Les individus domestiqués peuvent vivre encore plus longtemps : Paul Géroudet cite l'exemple d'un goéland argenté ayant atteint l'âge de 49 ans.

## Systématique

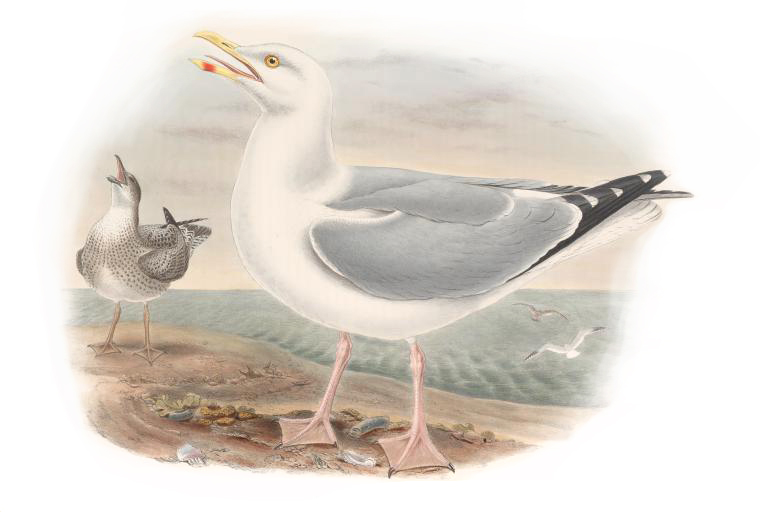
Lithographie de John Gould, The Birds of Great Britain, 1873.

### Étymologie
Le terme Larus vient du grec ancien λαρος, láros, « mouette, oiseau de mer ». Le mot goéland provient du mot breton gouelan qui désigne cet oiseau, mot qui dérive de gouelañ, « pleurer », ce qui constitue une allusion à ses cris plaintifs. Les termes argentatus et argenté signifient la même chose et font tous deux référence à la couleur du manteau de l'oiseau.

### Taxonomie
Cette espèce a été décrite pour la première fois en 1763 par Erik Pontoppidan, théologien et zoologiste danois, dans son ouvrage Den Danske Atlas eller Konge-Riget Dannemark.
Le goéland argenté sensu stricto fait partie d'un complexe d'espèces séparées sur la base d'études de génétique moléculaire,: le goéland de la Véga, asiatique, le goéland pontique, qui niche de la mer Noire jusqu'au Kazakhstan, le goéland leucophée, essentiellement méditerranéen et le goéland hudsonien présent en Amérique du Nord faisaient autrefois partie de l'espèce goéland argenté, sensu lato. De nos jours, les espèces susnommées ont été écartées de l'espèce Larus argentatus sensu stricto et constituent dorénavant des espèces à part entière. Cette division de l'espèce n'est pas reconnue de tous les auteurs, et certains incluent encore dans Larus argentatus deux populations : celle d'Amérique du Nord (sous le nom Larus argentatus smithsonianus) et celles d'Asie (sous le nom Larus argentatus vegae). La séparation des goélands leucophée et pontique est beaucoup plus généralement admise.
La taxonomie du goéland argenté a notamment permis à Ernst Mayr d'avancer sa théorie sur la variation clinale des espèces, détaillée plus bas.

### Sous-espèces

Aires de nidification des deux sous-espèces de goéland argenté
argenteus
zone de chevauchement
argentatus (niche aussi au Spitzberg)

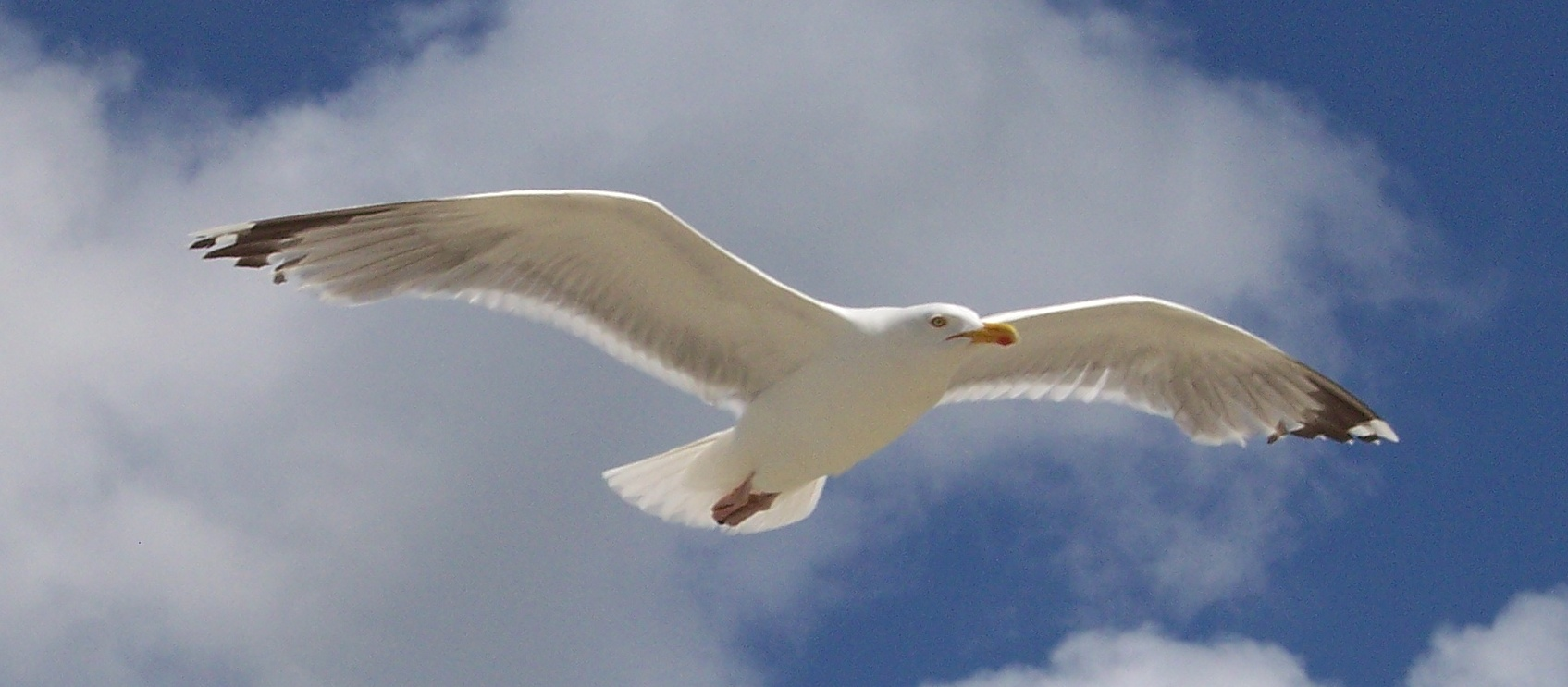
Larus argentatus argenteus.
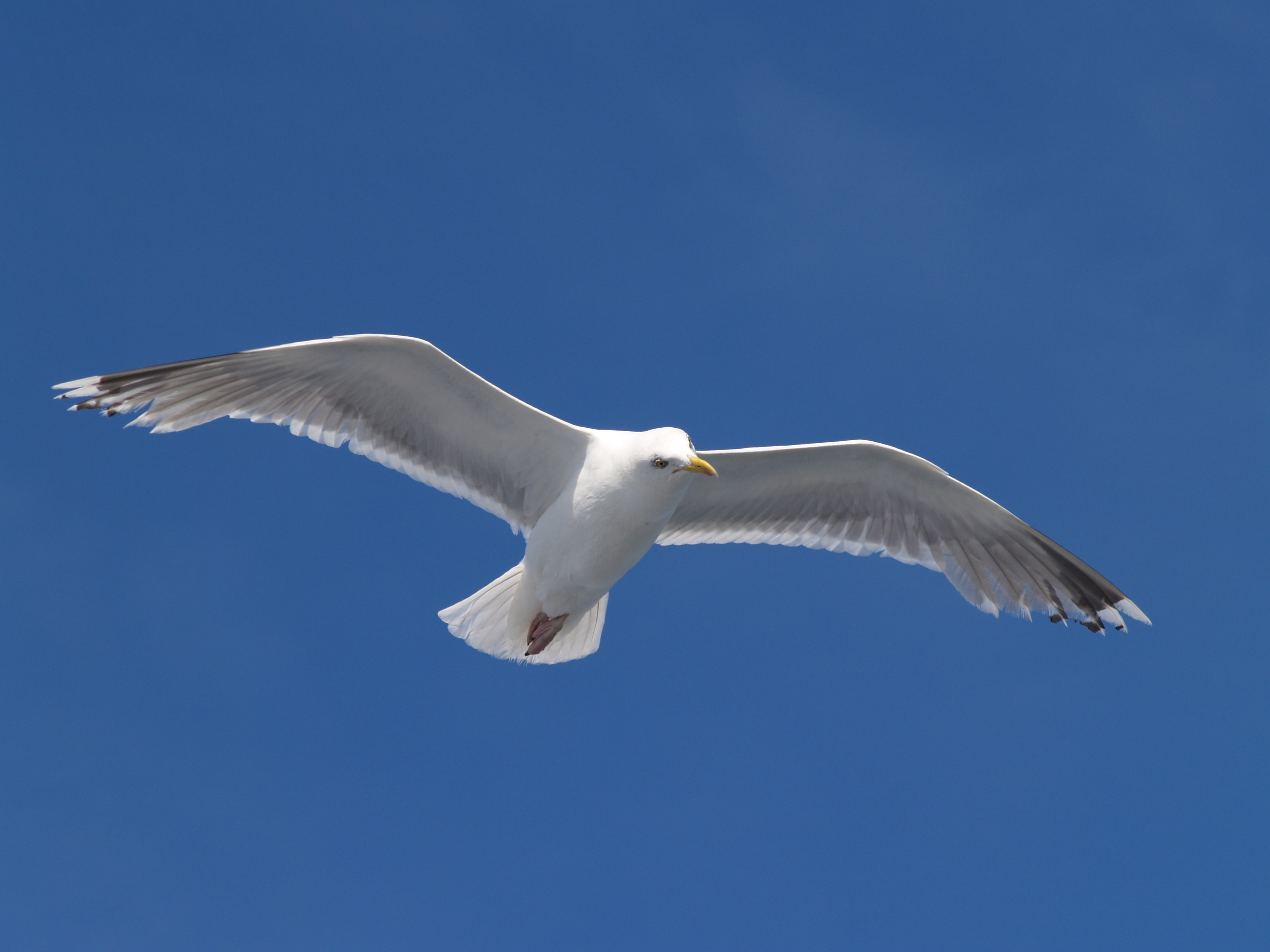
Larus argentatus argentatus.
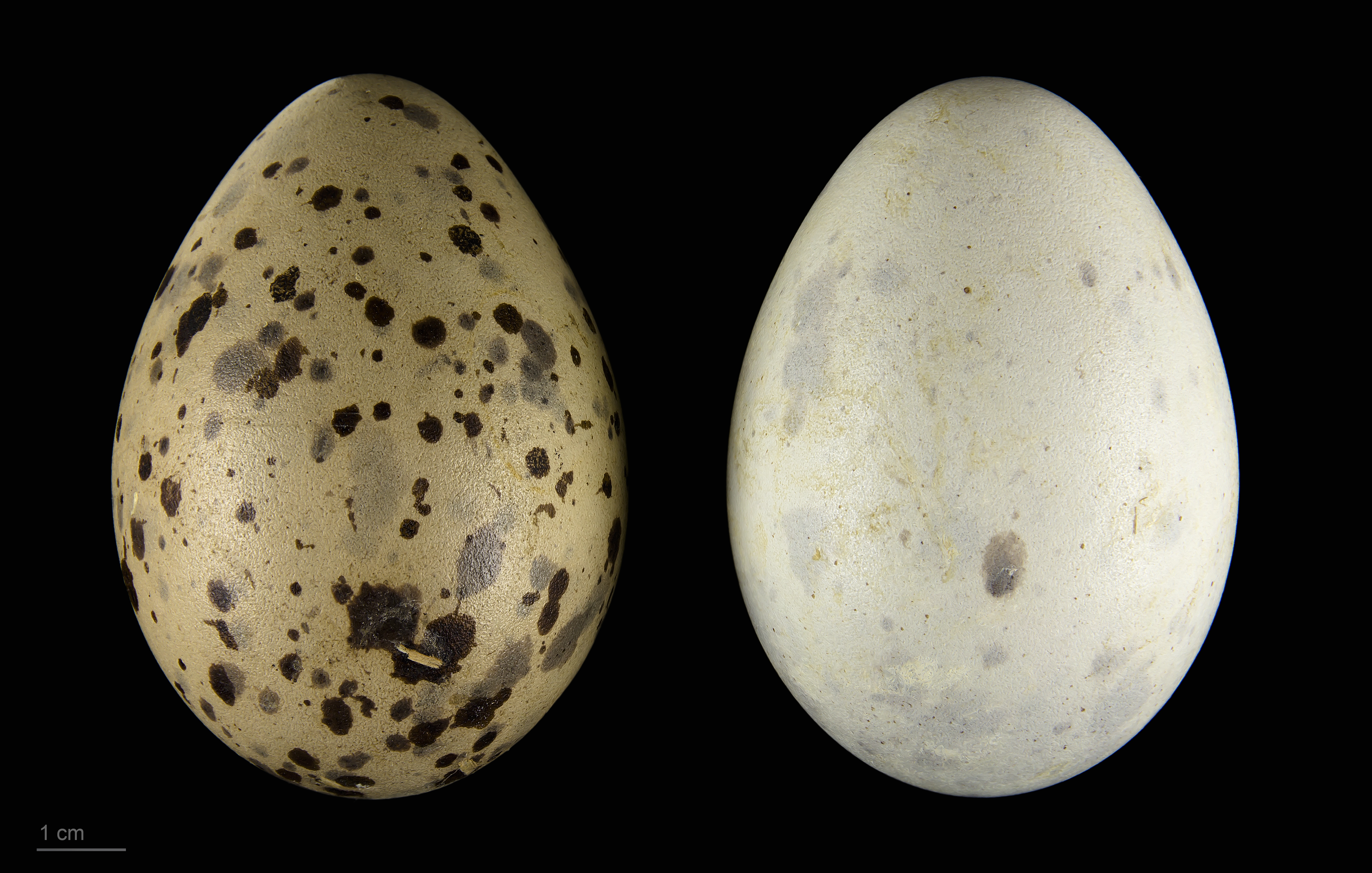
Œufs de Larus argentatus argenteus -  Muséum de Toulouse.

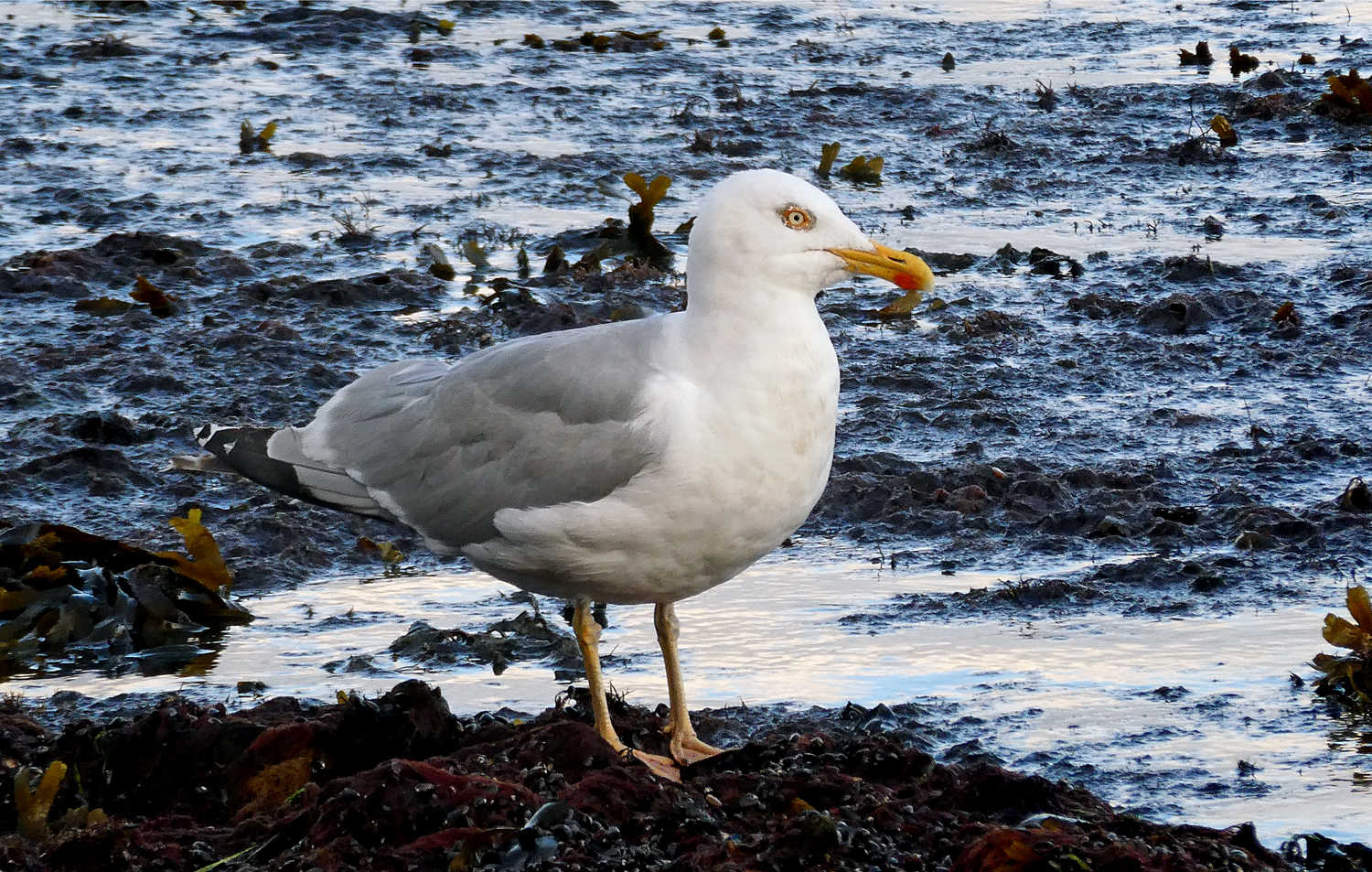
Larus argentatus omissus dans Ystad 2020.

D'après la classification de référence (version 14.1, 2024) de l'Union internationale des ornithologues, le Goéland argenté possède 2 sous-espèces (ordre philogénique) :
- Larus argentatus argentatus Brehm, CL & Schilling, 1822, nichant en Scandinavie et dans la mer Baltique, se caractérise par un plumage d'hiver plus prononcé, par une couleur de manteau d'un gris un peu plus sombre que la sous-espèce argenteus, et par une bande brun-noir moins étendue à la pointe de l'aile (réduite sur la 3e rémige, absente sur la 4e et très réduite sur la 5e). Il a de plus une taille légèrement supérieure, avec un bec un peu plus fort. Certains individus de la Baltique ont parfois les pattes légèrement jaunâtres[39], ce qui a poussé certains auteurs à vouloir distinguer une troisième sous-espèce, Larus argentatus omissus Theodore Pleske 1928, mais cette dernière est généralement considérée comme non valide[36].

- Larus argentatus argenteus Pontoppidan, 1763 : en Europe occidentale et en Islande. La bande brun-noir à la pointe de l'aile est assez importante et s'étend de la 1re à la 5e rémige primaire, mais est très réduite ou absente sur la 4e rémige primaire ; la marque blanche située à l'extrémité des rémiges va en s'élargissant de la rémige primaire no 5 à la rémige primaire no 1[39].

Larus argentatus smithsonianus (voir Goéland hudsonien) et Larus argentatus vegae (voir Goéland de la Véga) sont considérées comme des espèces séparées par Alan P. Peterson et le Congrès ornithologique international. La sous-espèce L. a. smithsonianus est encore reconnue par Howard & Moore (3e édition, révision 2009) et Clements (6e édition, révision 2009).

## Le goéland argenté et l'homme

### Statut de conservation de l'espèce
L'UICN a classé cette espèce en catégorie LC (préoccupation mineure), du fait de ses effectifs élevés et de l'étendue importante de son aire de répartition.
Les populations européennes ont été classées par l'AEWA dans le statut C1, c'est-à-dire ni menacées, ni vulnérables.
La Directive oiseaux de 1979 a classé cette espèce en annexe II, c'est-à-dire dans les espèces dont la chasse est autorisée, et ce classement a été entériné en 1995.
En France, l'espèce est protégée comme toutes les espèces de goélands depuis 1962,. Il est cependant possible d'obtenir auprès du préfet une dérogation pour supprimer ces oiseaux ou leurs œufs selon l'article L 411-2 du code de l'environnement, ou bien solliciter du préfet la réalisation d'une battue administrative (article L. 427-6 du Code de l'environnement).
En Belgique, l'espèce bénéficie du même statut d'espèce protégée, avec le même système de dérogations rendues possibles au cas par cas.

### Relations conflictuelles

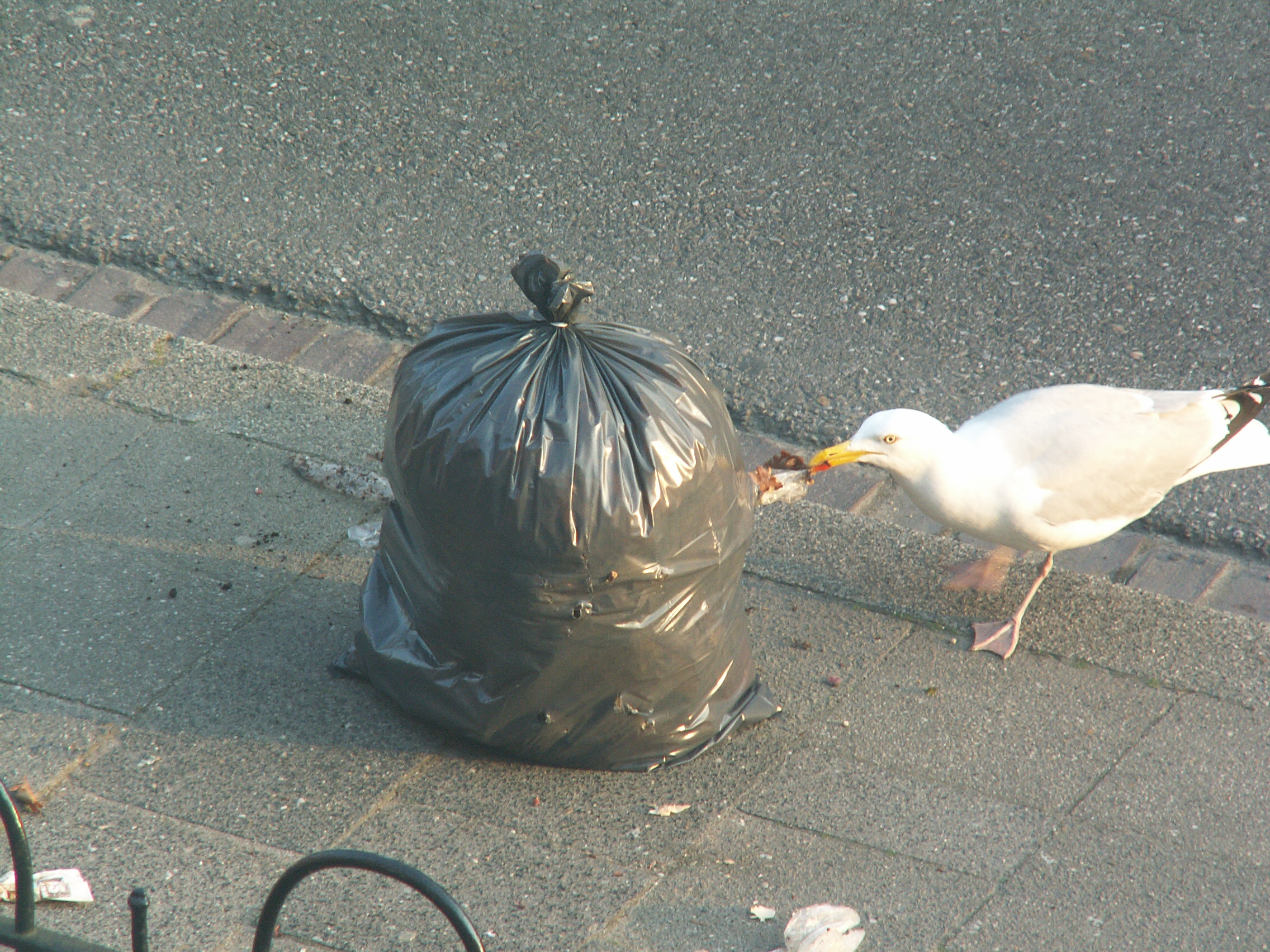
Goéland argenté faisant les poubelles : un exemple de dégradation urbaine.

L'homme reproche aux goélands en général et au goéland argenté en particulier divers méfaits. Tout d'abord, son impact négatif sur l'environnement naturel : le goéland argenté entre en compétition avec d'autres espèces d'oiseaux de mer, telles que la sterne pierregarin ou la sterne de Dougall, pour les sites de nidification et pour la nourriture, et la pression de prédation qu'il exerce sur les œufs et les oisillons peut par endroits empêcher toute tentative de reproduction de ses victimes. Il induit de plus une dégradation de la flore au niveau de ses sites de nidification naturels, par piétinement ou nitrification. Il a aussi un impact négatif sur l'environnement urbain, comme les nuisances sonores, la dégradation voire la destruction des revêtements des bâtiments urbains, les gouttières et chenaux sont bouchés par les matériaux de construction des nids, les carrosseries de voiture, vitres et autres surfaces salies voire dégradées par les fientes corrosives, ainsi que les risques important de collision avec les avions (il s'agit d'une des espèces les plus couramment impliquées dans ce type de collision). Son impact négatif sur les productions agricoles n'est pas négligeable : mytilicultures, piscicultures et élevages de volailles en plein air peuvent être pillés par ce goéland, et les salicultures peuvent être souillées par ses fientes,.

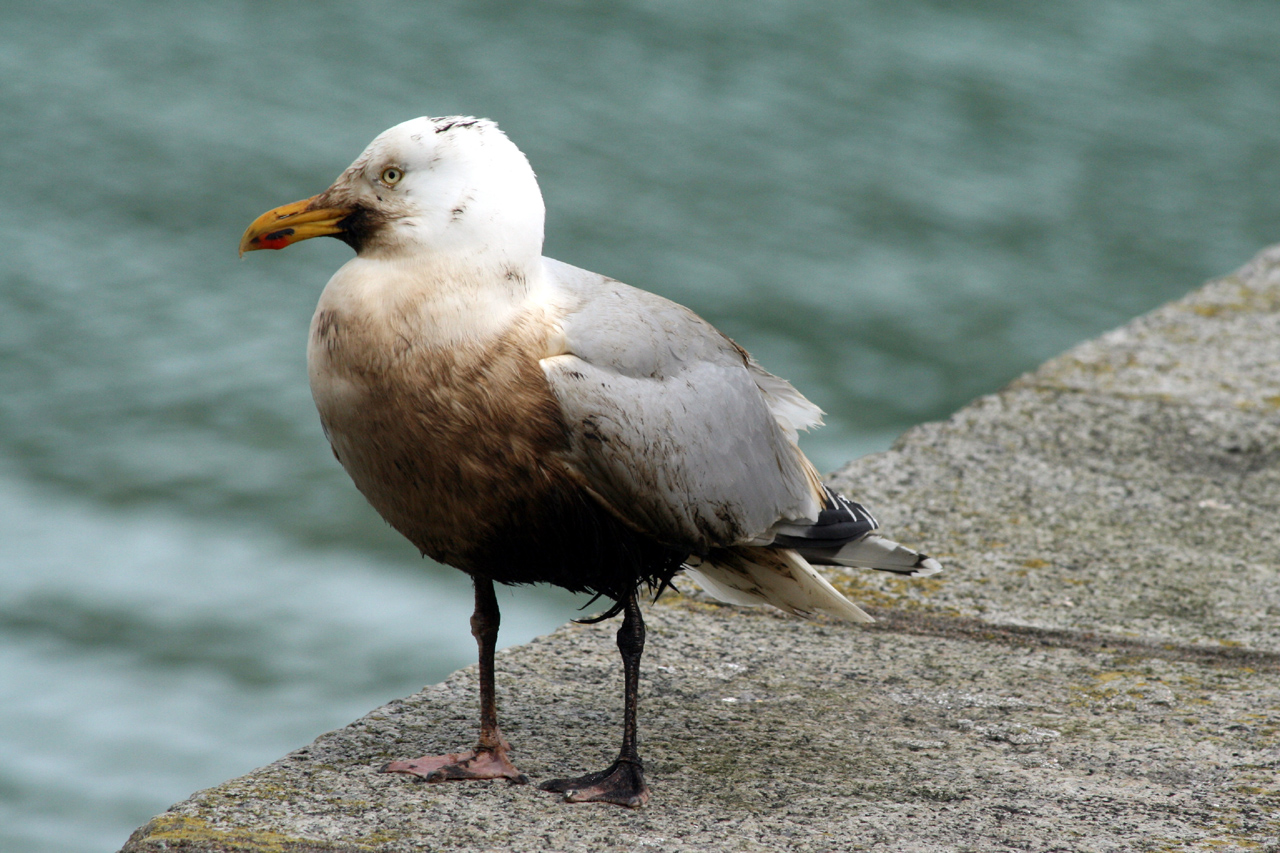
Goéland argenté mazouté.

De son côté, le goéland argenté subit la pression humaine. Au XIXe siècle, il fut intensivement chassé afin de pourvoir en plumes le commerce de la chapellerie, et ses œufs furent l'objet d'une récolte intensive,. De nos jours, en plus d'entrer parfois en collision  avec les avions, il est aussi et comme tous les oiseaux de mer, victime des pollutions de l'eau par les hydrocarbures (dégazages et marées noires). Il est de plus toujours chassé au Danemark. Des campagnes d'éradication sont localement menées, soit dans le cas de dégradations urbaines liées à une prolifération des goélands, soit pour protéger d'autres espèces d'oiseaux sur les sites de nidification (les sternes, par exemple). Ces éradications se font en tuant les adultes (piégeage, tir, empoisonnement au chloralose ou à la strychnine) ou en stérilisant les œufs par aspersion d'un mélange d'huile et de formol. Cette dernière action est notamment menée sur la côte bretonne en France,,.
Des actions d'effarouchement peuvent être mis en œuvre localement ; pour ce faire, des rapaces sont fréquemment utilisés.

### Recherche scientifique
Le goéland argenté est certainement l'un des oiseaux de mer les plus étudiés au monde. Il le doit entre autres à l'abondance et à l'accessibilité de ses populations dans l'hémisphère nord, à l'intérêt exceptionnel des questions de spéciation soulevées par les populations circumpolaires de goélands naguère rattachées à son espèce, aux relations souvent conflictuelles que sa forte expansion a suscitées avec l'homme ou avec des espèces protégées…

Variation clinale entre goélands brun et argenté, d'après les travaux d'Ernst Mayr. Les flèches roses montrent une inter-fécondité (voir la description dans le texte).

Ernst Mayr, ornithologue, biologiste et généticien allemand, publia en 1940 dans son article Speciation phenomena in birds son interprétation de la répartition et de l'inter-fécondité de certaines populations de goélands des régions de l'hémisphère nord localisées autour du cercle polaire. Selon lui, les populations de goéland brun (no 1 et no 2 sur la carte ci-contre), auraient été l'espèce originelle. Par spéciation parapatrique, les populations les plus orientales (no 2) de goéland brun auraient donné naissance au goéland de Sibérie (Larus fuscus heuglini, c'est-à-dire une sous-espèce du goéland brun, ou Larus heuglini selon les classifications actuelles : no 3 sur la carte). Ce dernier aurait été de la même manière à l'origine du goéland de type 'Birula' (certains auteurs actuels considèrent ce dernier comme une sous-espèce de Larus vegae et beaucoup d'autres comme une sous-espèce non valide, no 4 sur la carte), et le 'Birula' aurait donné naissance au goéland de la Véga (no 5). Certains goélands de la Véga auraient colonisé l'Amérique du Nord et seraient à l'origine du goéland hudsonien (no 6), puis certains goélands hudsoniens seraient venus coloniser l'Europe et auraient donné naissance au goéland argenté (no 7 sur la carte), incapable de se reproduire avec son hypothétique ancêtre le goéland brun, pourtant redevenu proche géographiquement parlant. Cette théorie, longtemps enseignée comme un exemple archétypique de variation clinale dans une espèce, est aujourd'hui battue en brèche. En effet, des études de génétique moléculaire récentes tendraient à montrer que le goéland hudsonien serait génétiquement beaucoup plus proche du goéland brun que du goéland argenté, ce qui est incompatible avec la théorie d'Ernst Mayr, qui voudrait que ce soit l'inverse.
Mais l'étude la plus célèbre le concernant est liée à l'histoire de l'éthologie à ses débuts. Elle a trait aux stimulus impliqués dans le nourrissage du poussin. Dès 1928, Oskar Heinroth, qui a étudié la croissance et le comportement de nombreuses espèces d'oiseaux élevés au Zoo de Berlin, note que le poussin du goéland argenté pique du bec vers toutes sortes d'objets de couleur rouge ; il interprète toutefois ce comportement comme un signe que l'alimentation naturelle de l'espèce est de nature carnée. En 1937, Friedrich Walter Goethe est le premier à mettre en évidence de manière expérimentale l'importance de la tache rouge du bec de l'adulte dans le nourrissage du poussin ainsi que le caractère inné de ce comportement. À partir du printemps 1947, Niko Tinbergen et ses étudiants de l'université de Leyde reprennent et approfondissent sur l'île de Terschelling les observations de Goethe. Utilisant des leurres (têtes de goéland adulte artificielles dont il modifie les caractéristiques en fonction des hypothèses), il confirme le caractère inné du comportement et parvient, à l'issue d'une impressionnante série d'expériences, à dégager sept stimulus principaux déclenchant la sollicitation du poussin : le mouvement de la tête parentale ; la forme du bec (de préférence long et fin, c'est-à-dire correspondant plus à la forme vue de dessous que de profil) ; la distance au sol ; la position du bec (il doit pointer vers le bas) ; la proximité du bec par rapport au poussin ; la présence et la couleur de la tache sur le bec de l'adulte (rouge de préférence, mais d'autres couleurs fonctionnent presque aussi bien, le poussin tapotant de son bec cette tache, ce qui déclenche une régurgitation chez le parent) ; le contraste de la tache par rapport au bec.
Au-delà des critiques qu'elle a suscitées au fil des ans, cette étude a profondément marqué l'origine de l'éthologie moderne. Elle reste un grand classique, cité dans la plupart des ouvrages consacrés à cette discipline.

### Le goéland argenté dans la culture
Bien que cette espèce soit très couramment confondue avec les autres espèces de goélands, mais aussi avec les mouettes, voire avec d'autres oiseaux de mer, il y a peu d'œuvres évoquant le goéland, mais cependant elles sont très expressives et en rapport avec l'âme humaine, comme Le Vieux Goéland, poème romantique de l'écrivain Barbey D'Aurevilly, ou bien encore le roman initiatique contemporain Jonathan Livingston le Goéland, de Richard Bach, 1970, qui fut également adapté au cinéma en 1973. 
Elle a pourtant été spécifiquement représentée sur des timbres émis par plusieurs États, comme Aurigny en 1983 et 2007, le Cambodge en 2000, la Finlande en 1974, la France en 1947, La Grande-Bretagne en 1997, Guernesey en 2005, l'île de Man en 1983, 1991 et 1994, Jersey en 1998, 2003 et 2004, le Liberia en 1999, le Liechtenstein en 1939, les Pays-Bas en 1961, 2003 et 2007, la Pologne en 1976, la Sierra Leone en 2000, la Suède en 2001 et la Tanzanie en 1999.
Un goéland d'Aberdeen, dénommé Sam, a fait parler de lui à cause de son habitude de venir régulièrement dans un magasin pour y voler un sachet de Doritos.